# Pierre de Fermat

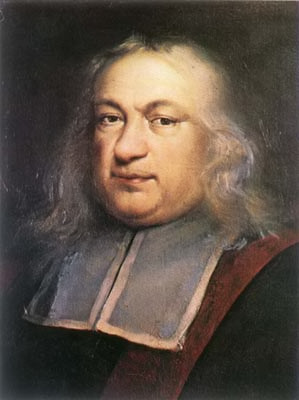
Pierre de Fermat

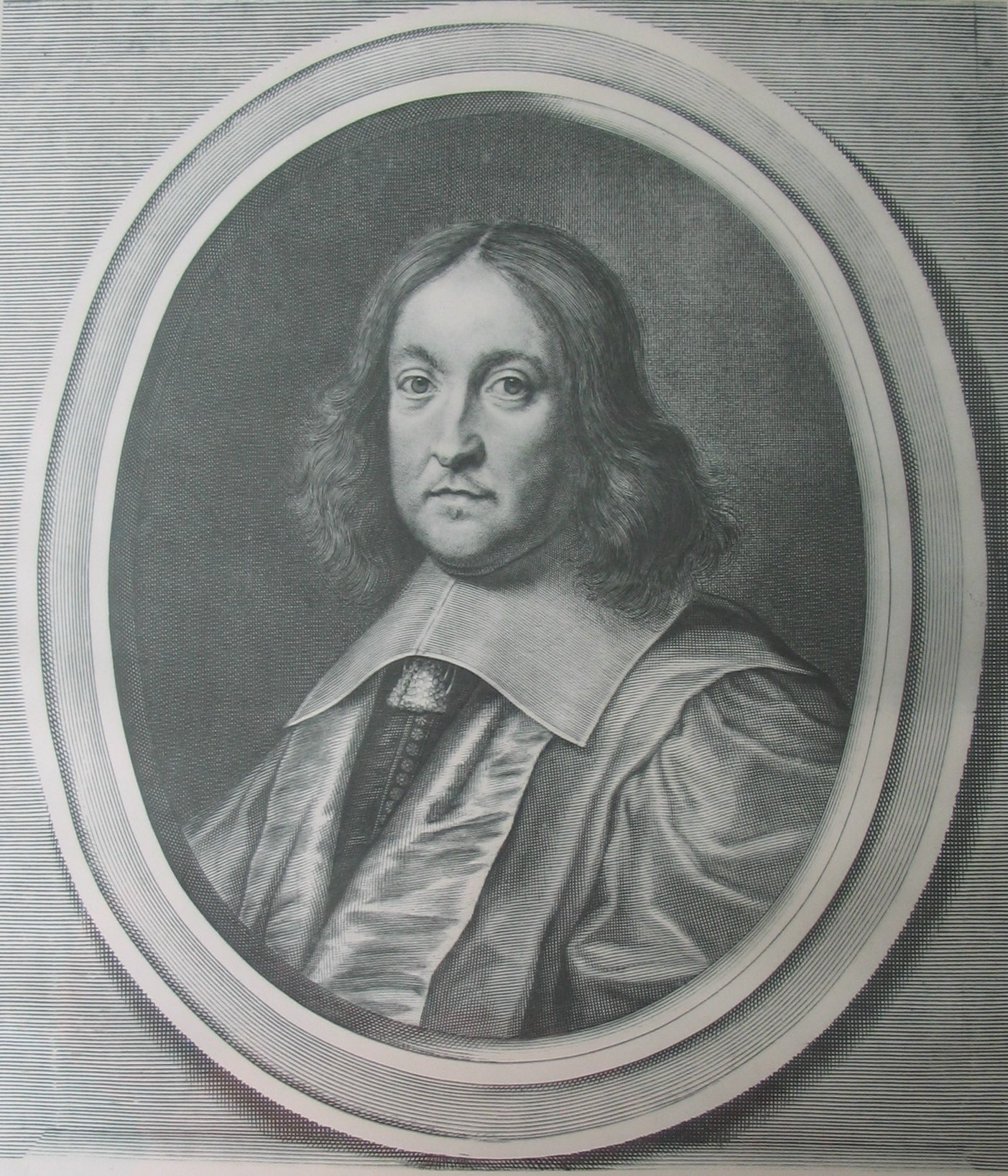
Pierre de Fermat auf einem Kupferstich von François de Poilly dem Älteren

Pierre de Fermat [pjɛːʀ dəfɛʀˈma] (* in der zweiten Hälfte des Jahres 1607 in Beaumont-de-Lomagne, heute im Département Tarn-et-Garonne; † 12. Januar 1665 in Castres) war ein französischer Mathematiker und Jurist.

## Leben

### Geburtsjahr und Eltern

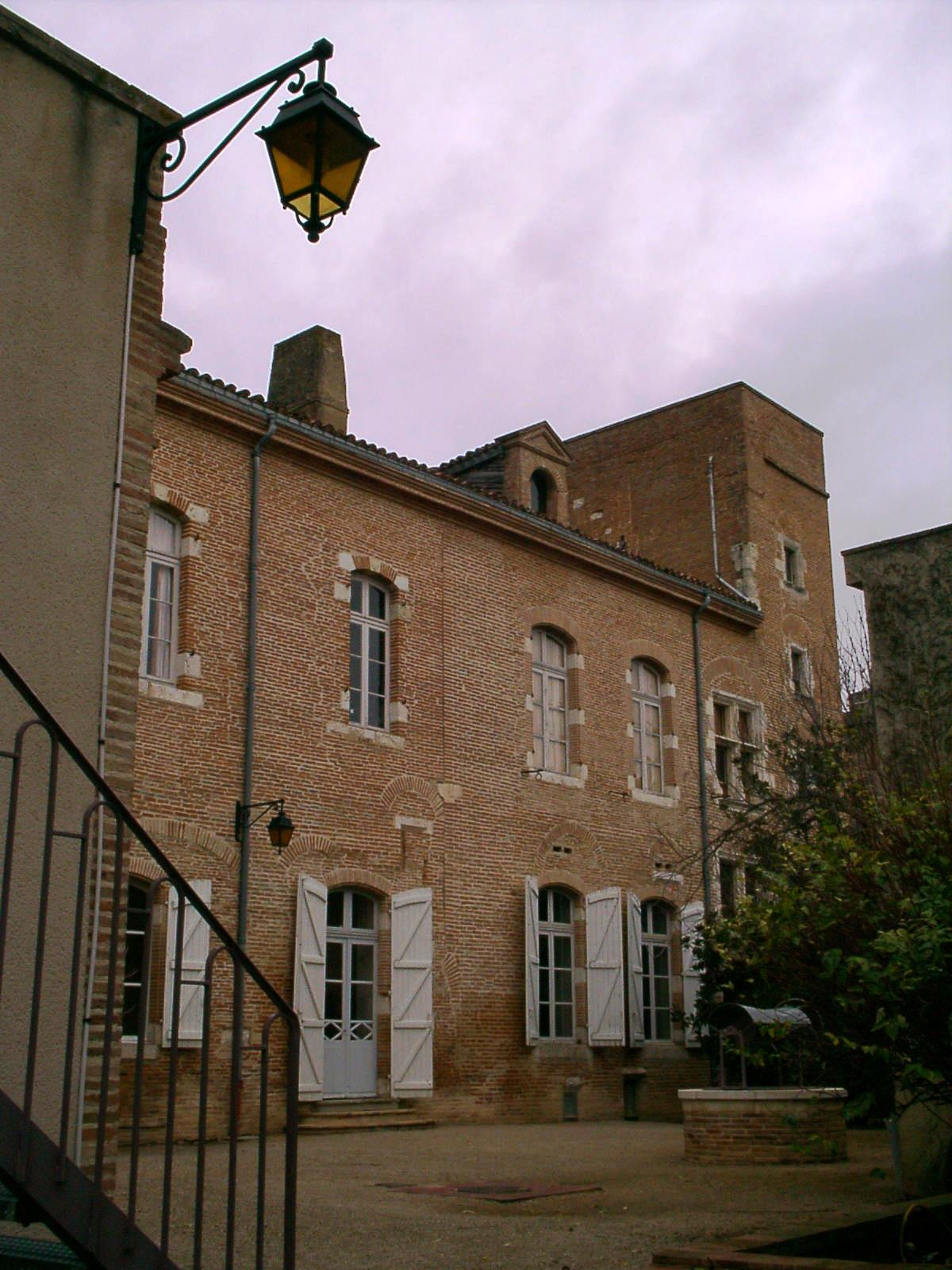
Rückseite von Fermats Geburtshaus in Beaumont-de-Lomagne, 16. Jahrhundert; rechts hinten der zum Haus gehörende Turm mit Aussichtsplattform, das zweithöchste Gebäude Beaumonts

Als Geburtsdatum galt lange Zeit der 20. August 1601. Neuere Recherchen ergaben jedoch, dass Fermat Ende 1607 oder Anfang 1608 in Beaumont-de-Lomagne, einer 55 km nordwestlich von Toulouse gelegenen Bastide, geboren wurde. Der am 20. August 1601 in Beaumont-de-Lomagne getaufte „Piere (Pierre) Fermat“ war nämlich ein früh verstorbener Halbbruder gleichen Namens aus der ersten Ehe seines Vaters Dominique Fermat mit Françoise Cazeneuve, die 1603 verstarb. Sein Vater heiratete 1604 in zweiter Ehe Claire de Long, und (wahrscheinlich zwischen dem 30. Oktober und dem 6. Dezember) 1607 wurde der spätere Mathematiker Pierre Fermat geboren. Fermats Vater Dominique Fermat war ein erfolgreicher Großhändler mit ländlichen Produkten (Weizen, Wein und Vieh, auch Häute und Felle, jedoch kein Leder), der es durch großes Geschick zu erheblichem Wohlstand und hohem Ansehen gebracht hatte. Dreimal wurde er von den Bürgern Beaumonts für je ein Jahr zu einem der vier Konsuln gewählt, die die Stadt verwalteten (einen Bürgermeister gab es nicht). Seine zweite Heirat mit der adligen Hugenottin Claire de Long aus der Hugenottenhochburg Montauban spiegelte seinen inzwischen erreichten gesellschaftlichen Status wider.

### Schulbildung

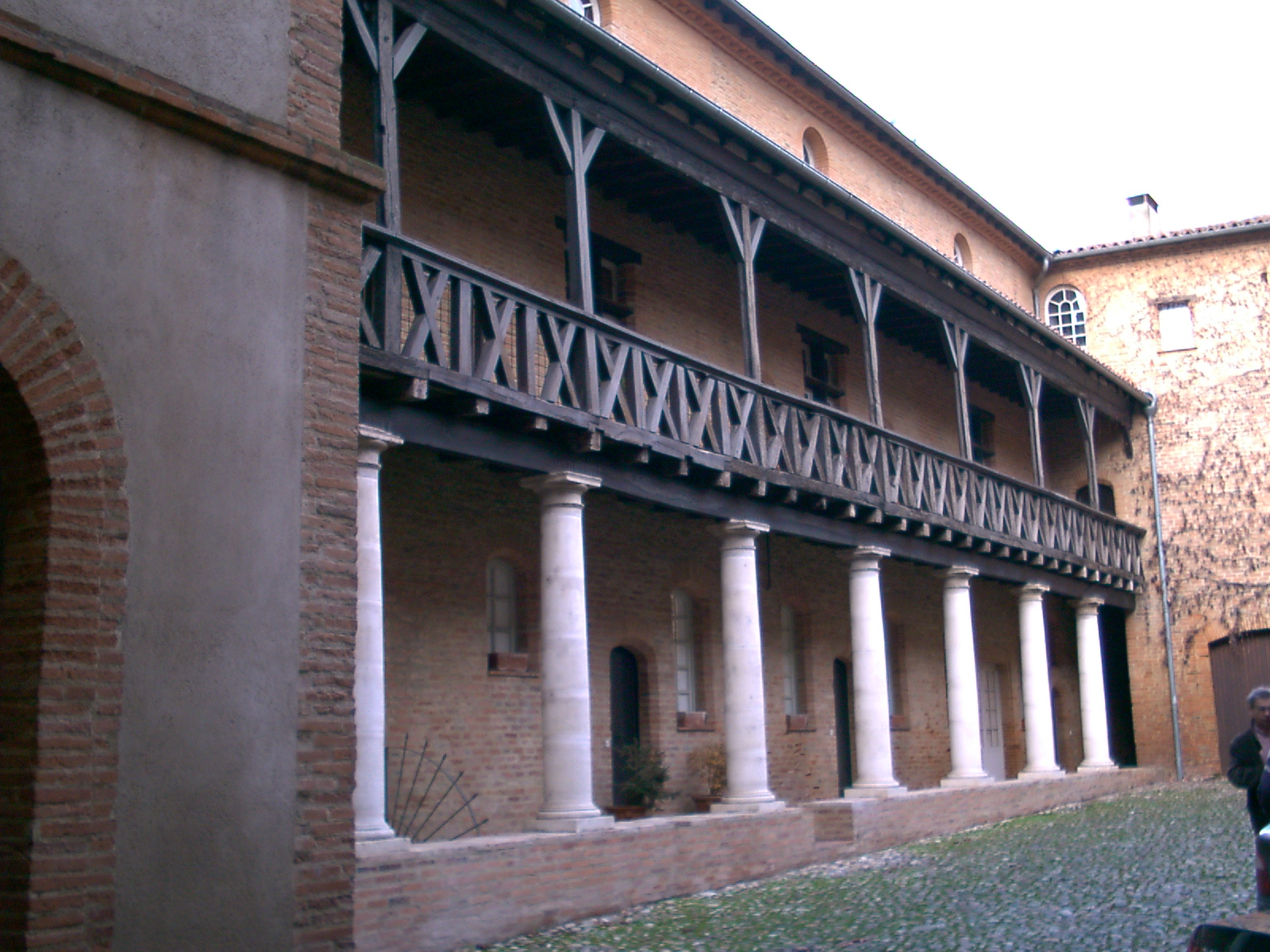
Früheres Collège de Navarre in Montauban

Über Fermats Schulbildung gibt es keine gesicherten Erkenntnisse, aber plausible Annahmen. Seine ersten Grundschuljahre dürfte er in einer der drei Elementarschulen für Knaben von Beaumont verbracht haben. Dass er, wie immer wieder zu lesen ist, das Franziskaner-Kolleg in seiner Heimatstadt besuchte, ist kaum möglich, weil dieses collège erst im Jahre 1683 eröffnet wurde. Den Franziskanern, die seit 1516 in Beaumont einen kleinen Konvent unterhielten, war zudem das Unterrichten des Griechischen verboten. Eine andere, von Michael S. Mahoney vertretene, Variante ist, dass Fermat seine primäre und sekundäre Erziehung in dem (zehn Kilometer östlich von Beaumont gelegenen) von den Cordeliers (Franziskanern) betriebenen Kloster Grandselve erhalten habe. Doch Grandselve war ein Zisterzienserkloster und hatte 1281 zwar ein collège, das collège Saint Bernard, gegründet, aber in diesem wurden nur die Mönche des Ordens in Theologie unterrichtet.
Im Jahre 1615 starb Fermats Mutter Claire de Long, vermutlich im Wochenbett nach der Geburt ihrer Tochter Jeanne, die den Tod ihrer Mutter offenbar auch nicht überlebte. Fermat wurde daher mit nicht ganz acht Jahren Halbwaise.
Seine vielgerühmte klassische Bildung dürfte Fermat von 1617 bis 1623 in dem reformierten collège de Navarre im nahegelegenen Montauban erhalten haben. Dort lebte seine Großmutter mütterlicherseits, Bourguine de l’Hospital. Dieses collège hatte auch Samuel de Long, der Bruder seiner Mutter, während der letzten Jahre der Religionskriege besucht. Es nahm auch katholische Schüler auf.

### Studium in Orléans

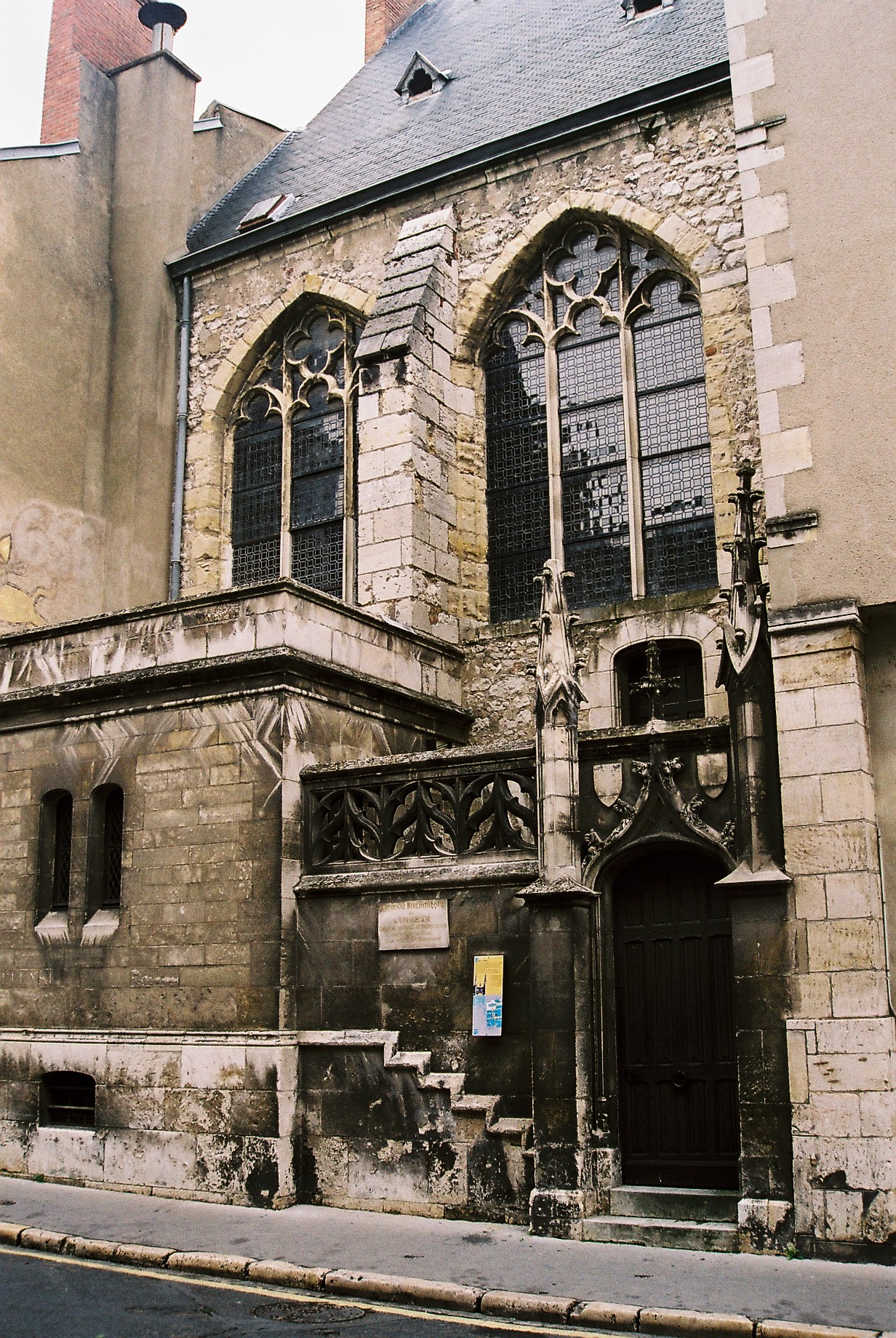
Salle des Thèses der alten Universität Orléans, wo die Studenten ihre Examina ablegten

Fermat studierte von 1623 bis 1626 Zivilrecht an der Universität Orléans und schloss dieses Studium im Juli 1626 mit dem baccalaureus iuris civilis ab. Aus dieser Studienzeit stammt auch seine lebenslange Freundschaft mit Pierre de Carcavi (auch Carcavy) (1606?–1684), der später für einige Jahre (1632–1636) sein Kollege am parlement de Toulouse wurde. Die Universität Orléans war eine alte und in ganz Europa berühmte Rechtsschule mit Universitätsrang, in der, als letzter, in den ersten drei Jahrzehnten des 17. Jahrhunderts noch der mos gallicus (der humanisme juridique) durch drei beachtliche Professoren gelehrt wurde: Raoul Fornier (1562–1627), Jérome L’Huillier († 1633) und Jehan Matthieu Le Grand († 1625). Studenten, die noch nicht volljährig waren (Fermat war zu Studienbeginn knapp 16), wurden im Hause eines dieser Gelehrten en tutelle aufgenommen und dort auch unterrichtet. Bei wem Fermat Aufnahme fand, ist nicht bekannt. Aber dass er dort den letzten Schliff seiner allseits bewunderten klassischen Bildung erhielt, ist mehr als nur eine Spekulation.

### Anwalt in Bordeaux

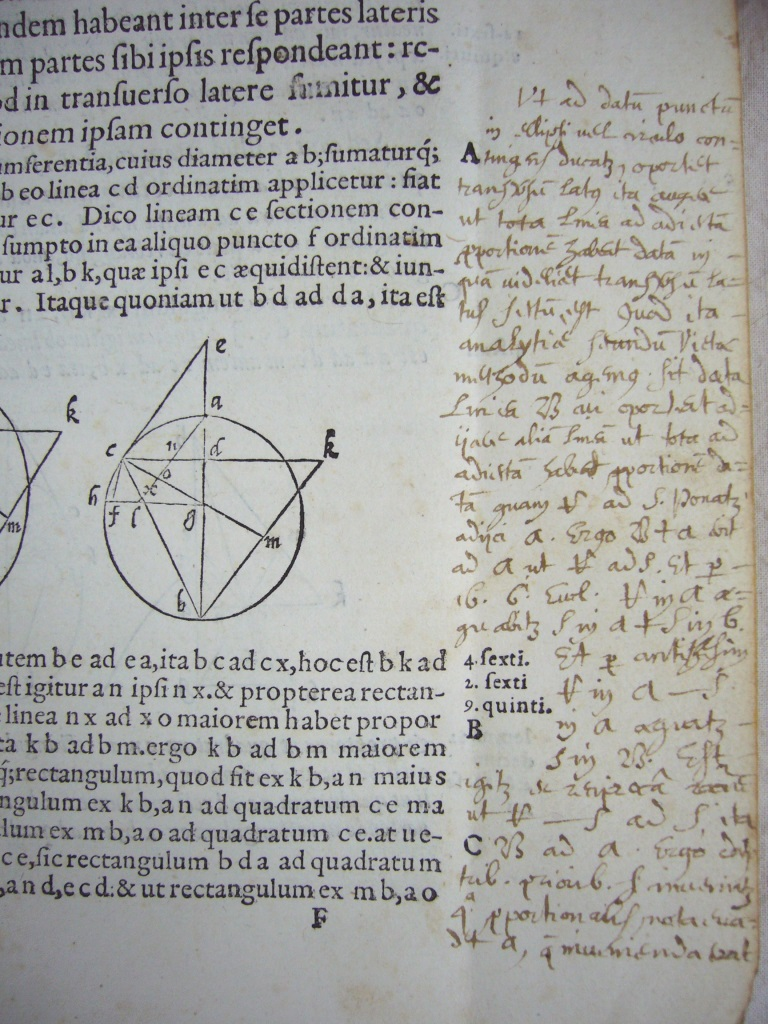
Handschriftliche Randnotiz Fermats in den Konika des Apollonios von Perge

Im September 1626 bestimmte Dominique Fermat in seinem Testament seinen älteren Sohn Pierre zum Universalerben, wobei er darin für seinen jüngeren Sohn Clément (vermutlich 1631/32 an der Pest gestorben) eine Abfindung und für seine Töchter Louise und Marie eine Mitgift festlegte. Im Herbst desselben Jahres ließ sich Pierre Fermat, vermutlich auf Anraten des Mathematikers Jean Beaugrand (1584–1640), als Anwalt (avocat) am parlement de Bordeaux nieder, wo er bis Ende 1630 blieb. Im Juni 1626 hielt sich nämlich Ludwig XIII. mit seinem Hofstaat, in dem sich auch Jean Beaugrand befand, für eine Woche in Orléans auf, ehe er sich mit der gesamten Entourage per Schiff auf der Loire nach Nantes begab. Beaugrand hatte gute Beziehungen zu einem Kreis mathematisch interessierter Männer in Bordeaux (aus Fermats Korrespondenz sind die Namen Étienne d’Espagnet (d’Espaignet), François Philon und Pierre Prades bekannt) und dürfte Fermat eine Empfehlung an einen von ihnen, Etienne d’Espagnet, mitgegeben haben. D’Espagnet, ein junger conseiller am parlement de Bordeaux, hatte von seinem Vater Jean D’Espagnet, einem Freund François Viètes (1540–1603), eine allseits bewunderte wissenschaftliche Bibliothek geerbt, in der sich auch die damals sehr schwer erhältlichen Werke Vietas befanden. Hier begann die Karriere des 21-jährigen Fermat als Mathematiker, nachdem er Vieta sowie die antiken Mathematiker Euklid und Apollonios von Perge gründlich studiert hatte, mit seinen Arbeiten über Maxima und Minima und über Tangenten. Um die gleiche Zeit (1629) rekonstruierte er die beiden Bücher des Apollonios über die ebenen Örter (De locis planis). D’Espagnet und Fermat wurden Freunde fürs Leben.

### Aufstieg in dieNoblesse de Robe

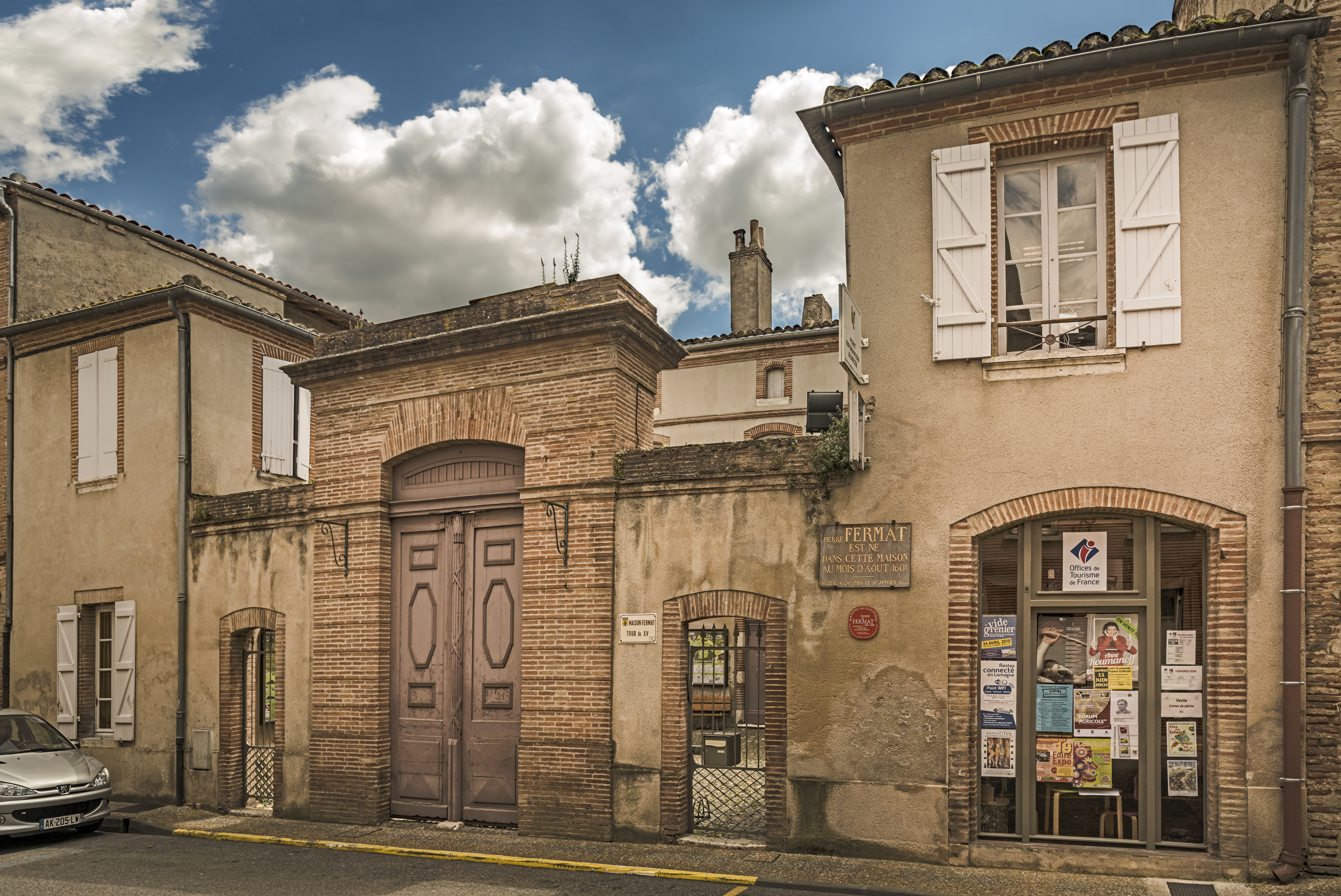
Straßenseite von Fermats Geburtshaus, Mauer und Tor im 18. Jahrhundert hinzugefügt; im Hintergrund der zum Haus gehörende Fermat-Turm aus dem 15. Jahrhundert

Fermats Vater starb am 20. Juni 1628. Von diesem Augenblick an war Fermat ein reicher Mann. Um den Familienplan des Aufstiegs in die noblesse de robe zu erfüllen, musste er aber zunächst seine von einem königlichen Erlass geforderte vierjährige Praxis als Anwalt an einem der obersten Gerichtshöfe – eben in Bordeaux – absolvieren. Am 29. Dezember 1630 kaufte er für die enorme Summe von 43.500 Livres (ein Landarbeiter verdiente in einem Jahr etwa 100 Livres) das Amt eines conseiller au parlement de Toulouse et commissaire aux requêtes von der Witwe des an der Pest gestorbenen Amtsvorgängers Pierre de Carriere und wurde am 14. Mai 1631 hierin vereidigt. Damit wurde Fermat zugleich in den Amtsadel (noblesse de robe) erhoben, erhielt den Titel eines écuyer (Schildknappe, Junker) sowie das Recht, das de vor seinem Namen zu führen, wovon er selbst aber nie Gebrauch machte.

### Heirat mit Louise de Long

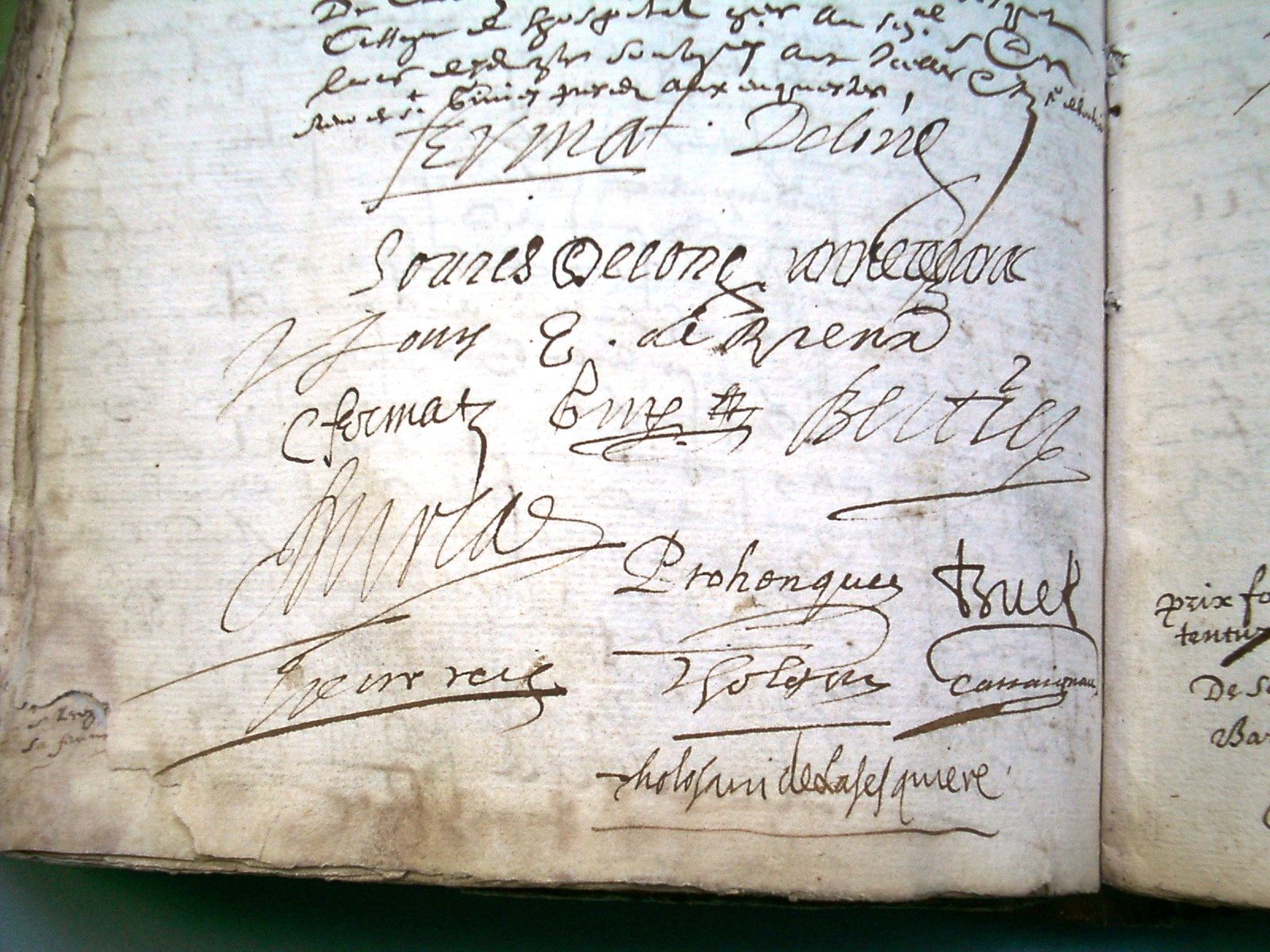
Unterschriften von Pierre Fermat und Louise de Long sowie eines Teils der zahlreichen Zeugen unter den Heiratsvertrag vom 18. Februar 1631

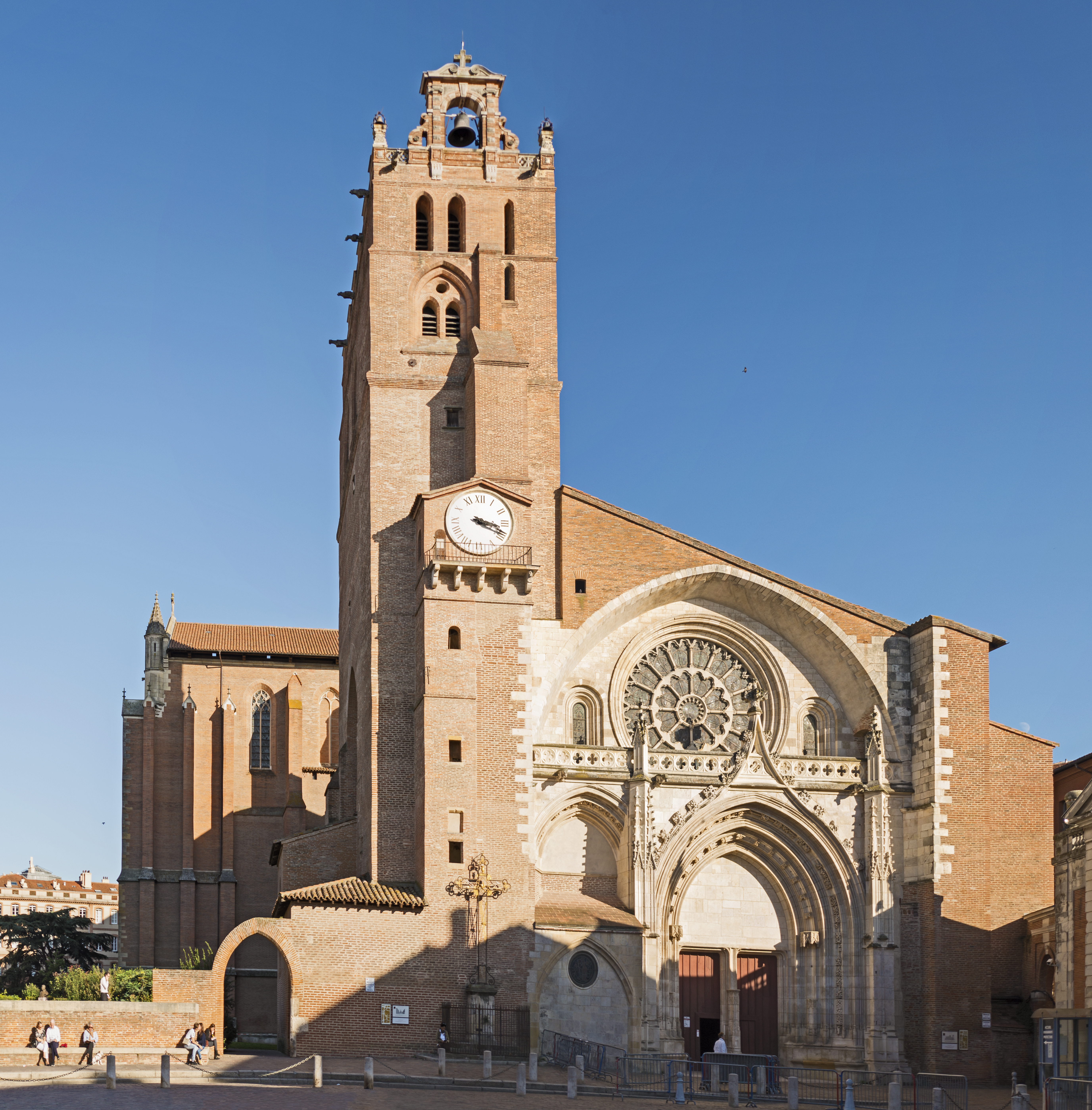
Kathedrale Saint Étienne in Toulouse; die zugehörige Prévôté samt Kapelle musste im 19. Jahrhundert einer Straße weichen.

In diese Zeit fällt auch seine Heirat mit Louise de Long, Tochter des einflussreichen conseiller Clement de Long und Cousine vierten Grades mütterlicherseits, am 1. Juni 1631 in der Kapelle der prévôté der Kathedrale Saint-Etienne in Toulouse. Die Braut war noch sehr jung, geboren am 4. Juli 1615, und somit zur Zeit der Trauung noch nicht ganz 16 Jahre alt. Mit ihr hatte er acht Kinder, von denen fünf das Erwachsenenalter erreichten: Clément-Samuel, Jean, Claire, Catherine und Louise. Samuel (er benutzte selbst nur den bei den Hugenotten bevorzugten biblischen Namen seines Taufpaten) wurde ebenfalls Richter am parlement de Toulouse, Jean machte Karriere als Geistlicher und wurde archidiacre (Generalvikar) von Fimarcon, und Claire heiratete Michel de Melet, conseiller au parlement de Toulouse. Catherine und Louise traten in Toulouse in den Orden der Terzianerinnen des heiligen Franziskus ein.

### DasParlement de Toulouse
Die chambre aux requêtes war die unterste Kammer des parlement und gehörte nicht zum eigentlichen cour. Die französischen parlements waren im Prinzip reine Appellationsgerichte, die in letzter Instanz entschieden, nachdem nachgeordnete Gerichte bereits geurteilt hatten. In Ausnahmefällen, vor allem, wenn hochgestellte Persönlichkeiten einen Zivilprozess anstrebten, konnte von diesem Prinzip abgewichen werden. Über die Zulassung (committimus) eines solchen Begehrens entschied die chambre aux requêtes und wies, bejahendenfalls, das Verfahren einer der beiden chambres des enquêtes zu. Sie ermöglichte nicht den Aufstieg in die höheren Kammern des parlement. Daher verkaufte Fermat dieses Amt am 4. Dezember 1637 an Pierre de Caumeil und erwarb das Amt des verstorbenen Pierre de Raynaldy am cour und wurde am 16. Januar 1638 darin registriert. Dieses Amt behielt er bis zu seinem Tod. Er war zuerst Mitglied der ersten der beiden chambres des enquêtes, in denen Zivilprozesse in letzter Instanz im schriftlichen Verfahren entschieden wurden. Der weitere Aufstieg in die chambre criminelle (la Tournelle) und in die Grand’Chambre (die politische Kammer) erfolgte dann nach dem Anciennitätsprinzip.

### MersennesRepublique des Lettres

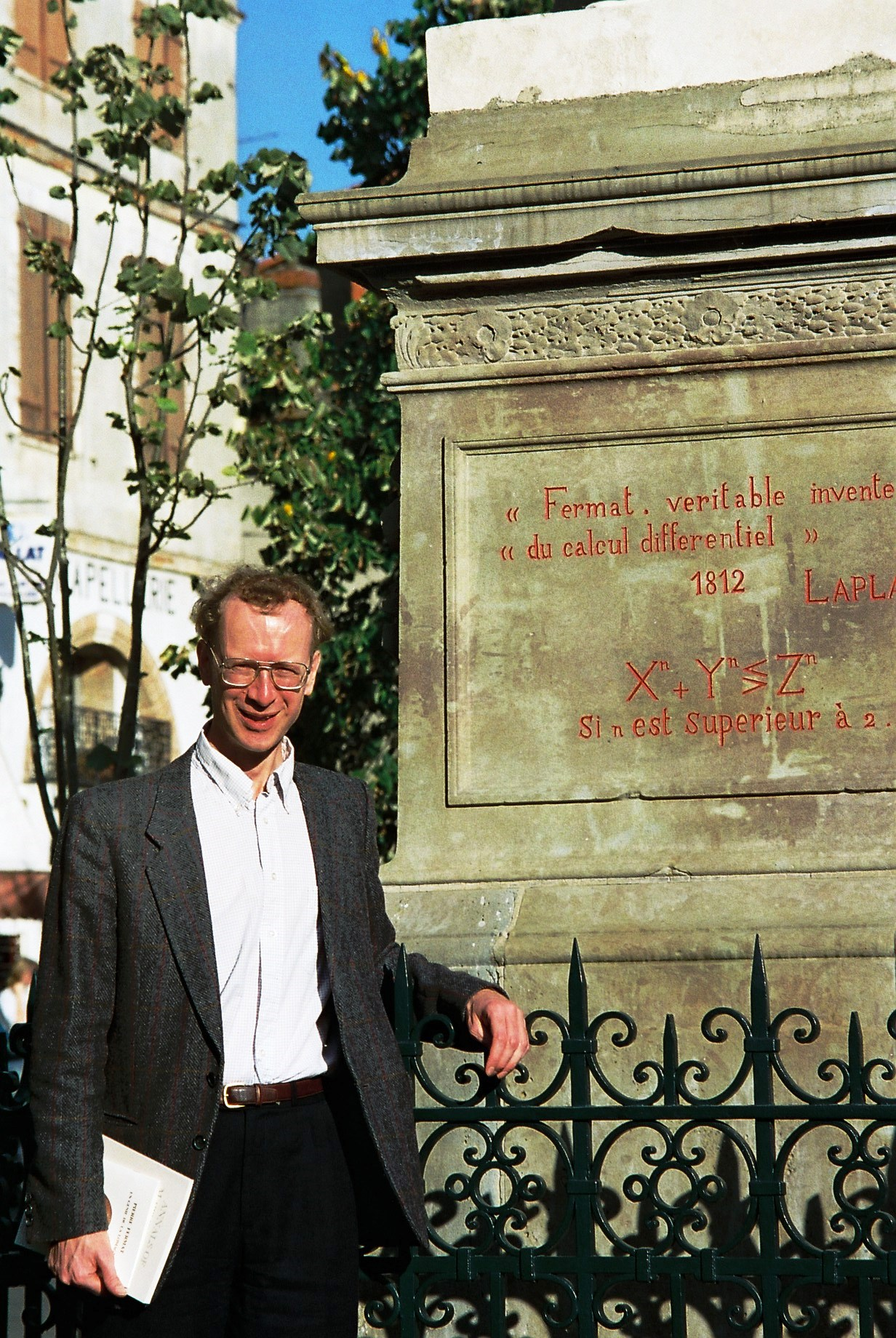
Andrew Wiles besucht am 28. Oktober 1995 Beaumont-de-Lomagne und posiert vor dem dortigen Fermat-Denkmal, nachdem ihm am Tag zuvor von der Université Paul Sabatier in Toulouse der Prix Fermat verliehen worden war.

Im April 1636 war Fermats Jugendfreund Pierre de Carcavi von Toulouse nach Paris gewechselt und hatte sogleich Kontakt mit dem berühmten Abt Marin Mersenne (1588–1648) aufgenommen. Wenige Tage später schrieb Mersenne einen (leider verlorengegangenen) Brief an Fermat und dieser antwortete am 26. April 1636. Damit begann eine über viele Jahre von Mersenne (und nach dessen Tod 1648 von Carcavi) vermittelte lebhafte Korrespondenz Fermats mit Gelehrten vieler europäischer Länder. Nur ein Teil dieser Briefe ist erhalten, viele nur in Abschriften Mersennes. Ende des Jahres 1637 entflammte dann der berühmte Streit Fermats mit René Descartes (1596–1650) über die Methoden der beiden Gelehrten zur Berechnung von Maxima und Minima sowie von Tangenten an algebraische Kurven, der am 11. Oktober 1638 mit einem Brief Descartes’ an Fermat endete.
Fermats große Entdeckungen in der Zahlentheorie, die seinen Ruhm bis heute begründet haben, fallen in die Jahre 1638 bis 1643. Seine folgenreiche Randbemerkung (cubum autem …) neben der achten Aufgabe des zweiten Buches der Arithmetika des Diophantos von Alexandria verfasste Fermat wohl eher im Jahre 1641 (als im Jahre 1638). Unter seinen Zeitgenossen interessierte sich aber nur Bernard Frénicle de Bessy (1605?–1675) für Fermats zahlentheoretische Forschungen. Über sie berichtet André Weil in seinem Meisterwerk Zahlentheorie.

### Homo politicus

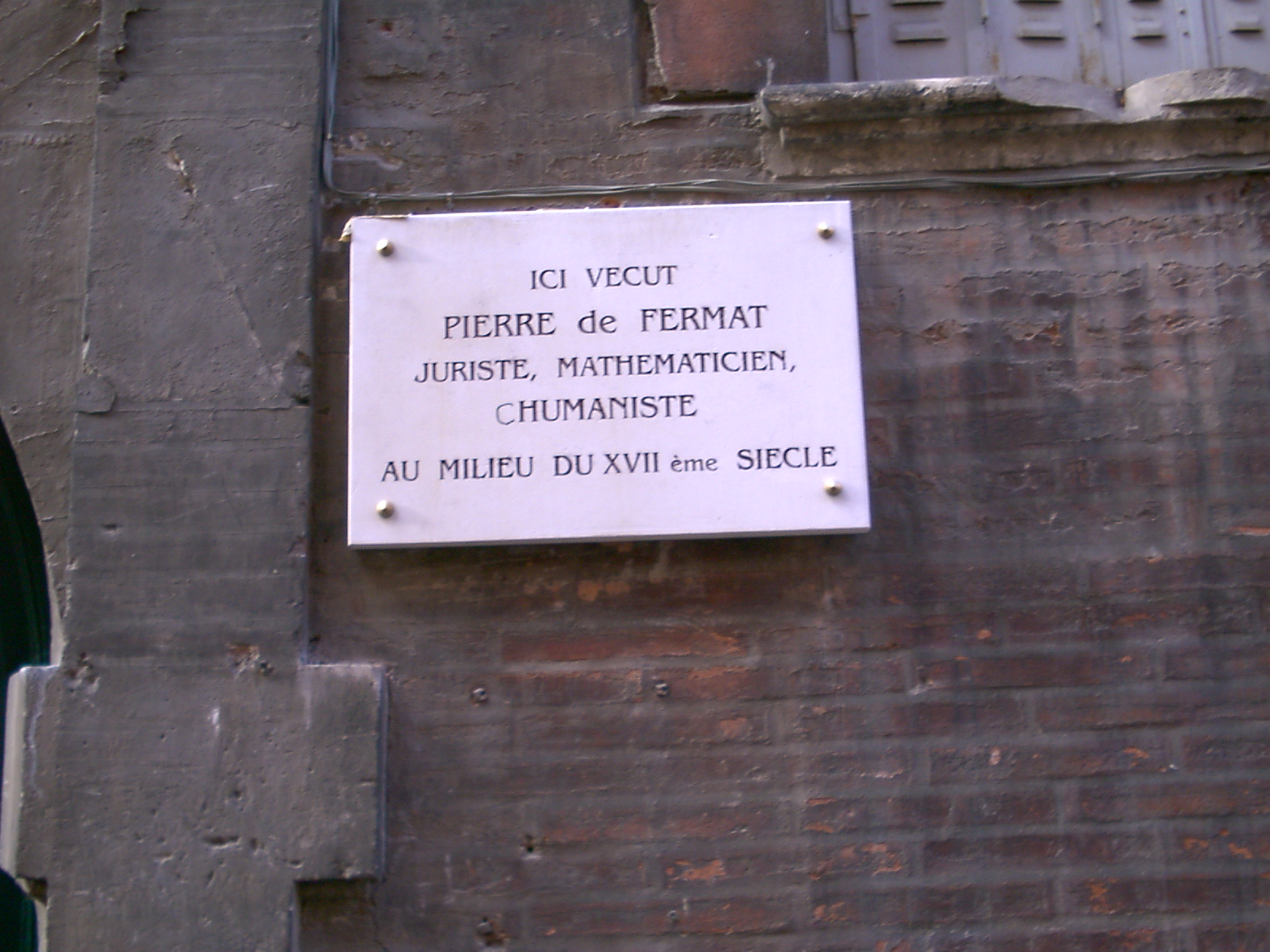
Toulouse, No. 11 rue Saint-Remesy. Ob Fermat tatsächlich in der No. 11 gewohnt hat, ist nicht gesichert, wohl aber die Straße.

Angesehene Mathematikhistoriker charakterisieren Fermats berufliches Leben als ruhig und ereignisarm sowie als gesellschaftlich zurückgezogen. Er selbst wird als „sanftmütig“, „zurückhaltend“, „wenn nicht gar schüchtern“ beschrieben. Diese Behauptungen stehen jedoch im Widerspruch zu den belegbaren Tatsachen. Für ein ganzes Jahrzehnt, von 1644 bis 1653, ist von Fermat so gut wie keine Korrespondenz mathematischen Inhalts erhalten. Ob er in diesen Jahren überhaupt Zeit fand, seine mathematischen Forschungen fortzuführen, ist nicht zu ermitteln. Aber, dass er von den politischen Ereignissen und seiner Rolle darin stark beansprucht wurde, das lässt sich beweisen.
Es gibt zwar keine Anzeichen, dass Fermat je eine politische Karriere angestrebt hätte. Dazu fehlten ihm wohl der entsprechende Ehrgeiz und die notwendige Skrupellosigkeit. Aber er war sehr wohl ein homo politicus, der tatkräftig und mutig Verantwortung übernahm. Dazu hatte er genügend Gelegenheit. Dabei zeigte sich, dass Fermat ein besonderes Verhandlungsgeschick besaß, das er bewies, wenn es darauf ankam, zwischen den Interessen streitender Parteien zu vermitteln – eine Begabung, die er wohl von seinem Vater Dominique geerbt hatte.

### Reisen im Dienst

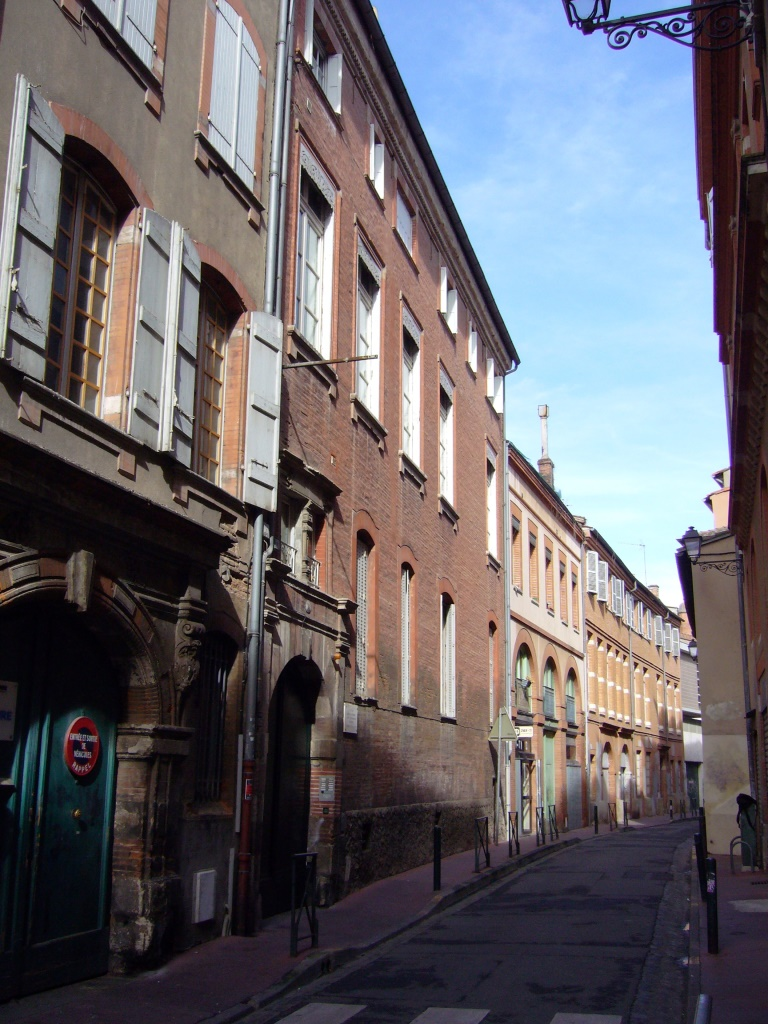
Toulouse, Rue Saint-Remesy, in der Fermat wohnte

„Fermat starb schließlich“, schreibt André Weil, „ohne sich jemals weiter von zuhause weggewagt zu haben als bis nach Bordeaux.“ Am 28. November 1646 hatte die Grand’Chambre den Färbern von Nîmes aus protektionistischen Gründen per Dekret verboten, das indigofera tinctoria zu kaufen und zum Färben zu verwenden. Die bereits vorhandenen Vorräte sollten abgeliefert werden. Stattdessen sollten die teinturiers das im Lauragais angebaute isatis tinctoria (Färberwaid) verwenden. Als der Generalstaatsanwalt des Königs feststellte, dass die Färber von Nîmes dieses Verbot permanent missachteten, beauftragte der cour den conseiller Fermat im Mai 1647 damit, sich in das 300 km östlich von Toulouse gelegene Nîmes zu begeben, um dem Beschluss der Grand’Chambre Geltung zu verschaffen. Das bedeutete hin und zurück jeweils eine einwöchige Reise zu Pferde. Wie es Fermat gelang, sich bei den Färbern von Nîmes durchzusetzen, ist nicht bekannt. Jedenfalls war das keine Aufgabe, die man einem sanftmütigen, zurückhaltenden oder gar schüchternen Mann übertragen hätte. In seinen Briefen an Mersenne berichtet Fermat gelegentlich davon, dass er zu verschiedenen Missionen weit weg von Toulouse geschickt wurde.

### Die Jahre der Fronde

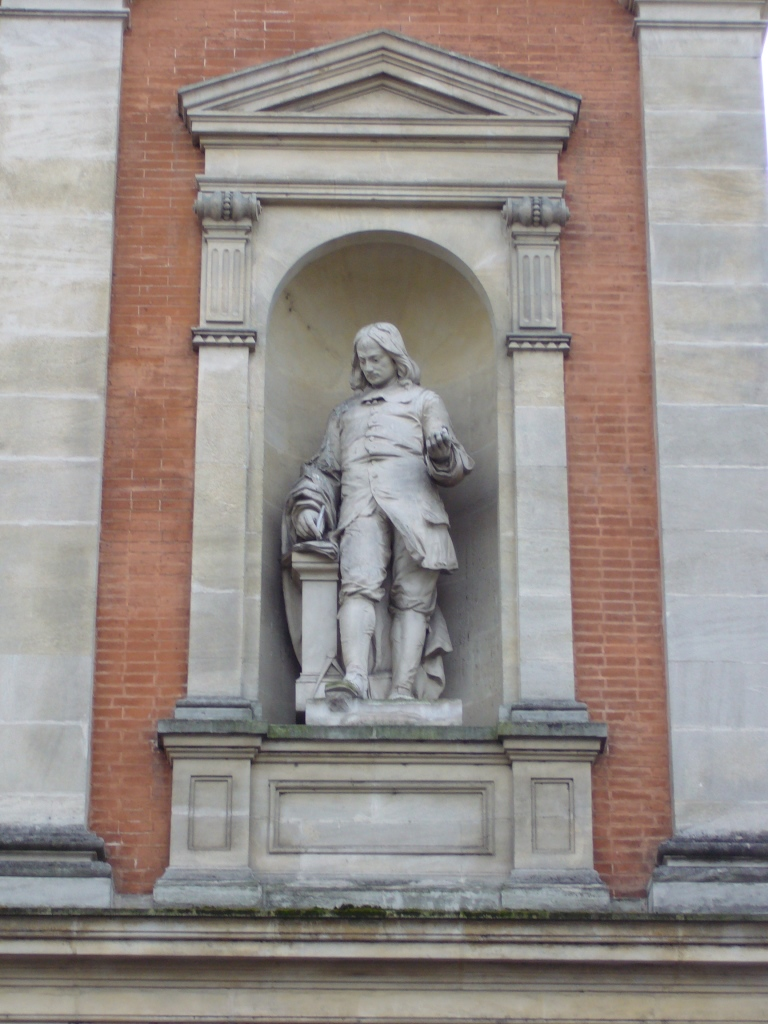
Pierre de Fermat von Jean Bertrand Loubens (1848–1913), Marmorstatue an der früheren Faculté des Sciences, Toulouse

Es folgten die Jahre der Fronde (1648–1653). Auch das parlement de Toulouse beteiligte sich an der fronde parlementaire (1648–1649), bei der es für die meisten parlements um die extreme Erhöhung der Steuern, vor allem um die der taille, ging, deren Rücknahme sie von der Krone verlangten, und um die brutalen und ungesetzlichen Methoden der Eintreibung derselben:

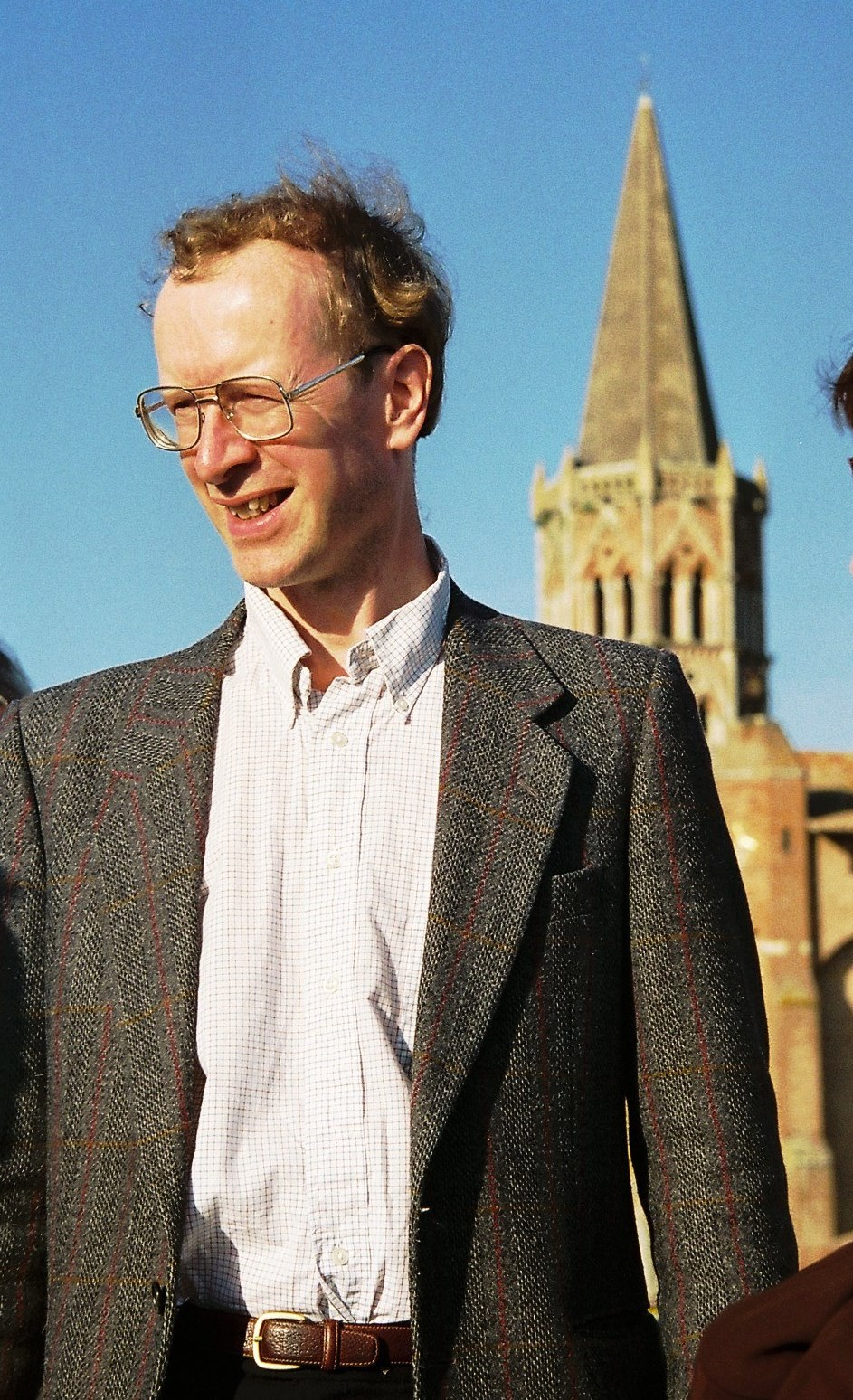
Andrew Wiles am 28. Oktober 1995 auf der Plattform des zu Fermats Geburtshaus gehörenden Turms

„Am 18. Juli 1648 beschlossen die vereinigten Kammern des parlement, gegenüber dem Souverän vorstellig zu werden und vorläufig anzuordnen, dass es den Steuereintreibern (partisans) verboten sei, die taille mit Waffengewalt und durch Zwangseinquartierung von Kriegsleuten einzutreiben.“

Fermat hatte zudem die „krumme Tour“ (voies obliques) der zurückdatierten Quittungen aufgedeckt, die es den partisans ermöglichte, die dem König zustehenden Gelder zu ihrem Profit zu unterschlagen. Fermat, der aufgrund gemeinsamer wissenschaftlicher Interessen (Theorie des Lichts) guten persönlichen Kontakt zu Marin Cureau de la Chambre (1594–1669), Leibarzt des Königs und Freund des Kanzlers Pierre Séguier (1588–1672), besaß, wurde damit beauftragt, einen entsprechenden Brief über de la Chambre an Séguier zu schicken. Dieses Schreiben, in dem Fermat im Auftrag des parlement Vorschläge unterbreitet, wie die Steuern auf anderem Wege aufgebracht werden könnten, schickte er am 18. August 1648 an de la Chambre. Es blieb ohne Wirkung. Auch andere „parlements schlugen in ihren Remonstranzen Abhilfen vor, die völlig illusorisch waren.“
Als dann Ende des Jahres 1650 die fronde des Princes (1650–1652) auch im Languedoc losbrach, kam es schnell zu heftigen Auseinandersetzungen zwischen den Ständen (états) der Provinz, die sich dem Aufstand des Prinzen de Condé angeschlossen hatten, und dem parlement de Toulouse, das sich königstreu verhielt. Die Stände erkannten die Rechtsprechung des parlement nicht mehr an und etablierten, ohne Autorisierung durch die Krone, unabhängige Versammlungen. Schließlich einigte man sich im Dezember 1651 darauf, zwei achtköpfige Kommissionen zu bilden, die Verhandlungen zur Beilegung des Konfliktes führen sollten. Die Kommission des parlement bestand aus dem premier président, zwei présidents à mortier und fünf erfahrenen conseillers, einer von ihnen war Fermat. Die Kommissionen verhandelten ein ganzes Jahr, bis der Rechtsfrieden wiederhergestellt war.

### Einsatz für Beaumont-de-Lomagne

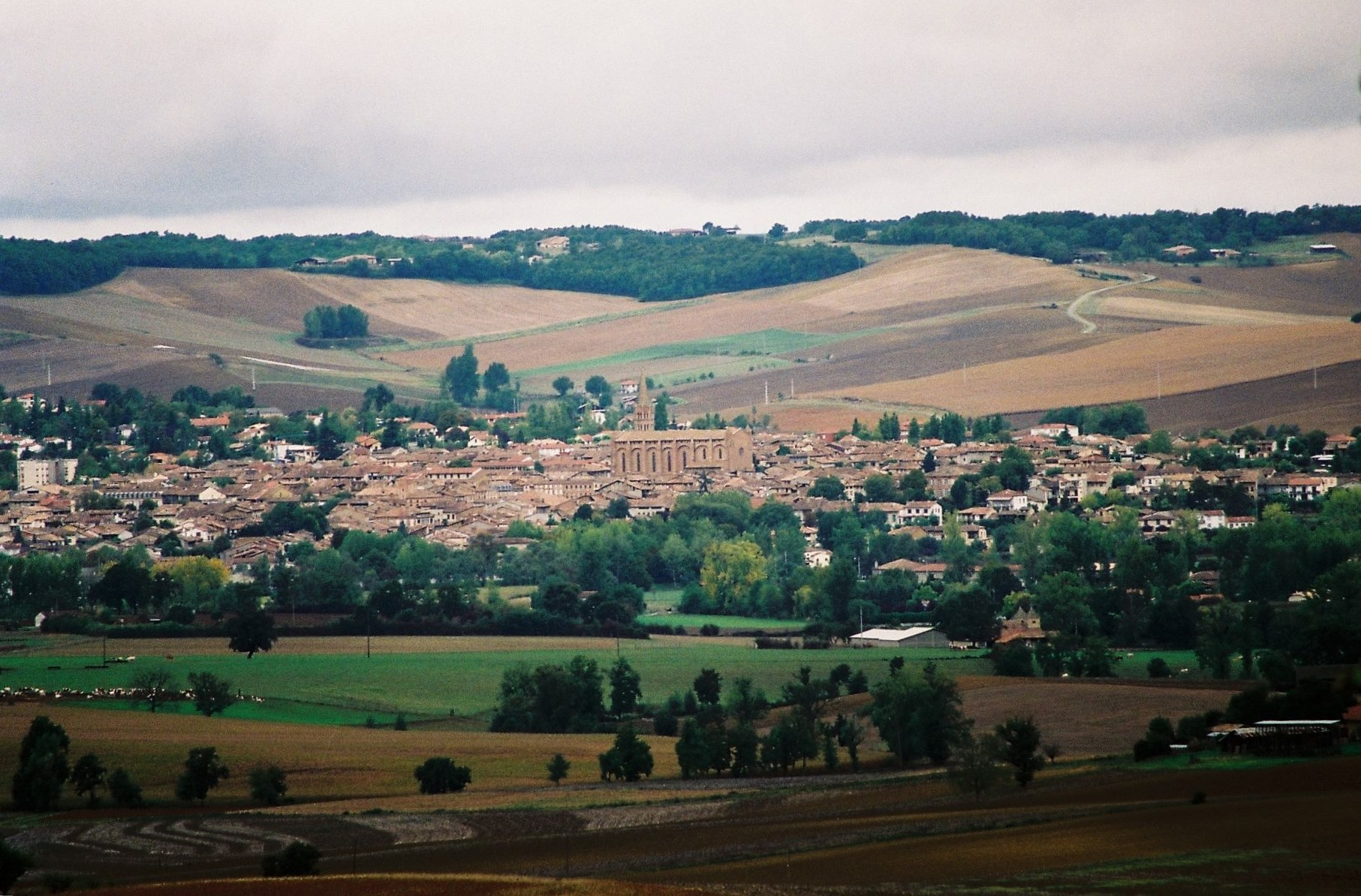
Beaumont-de-Lomagne von Süd-Osten. Die königlichen Truppen hatten ihr Lager auf der gegenüberliegenden Anhöhe.

Vom Oktober 1651 bis zum August 1652 wurde Fermats Geburtsort Beaumont-de-Lomagne von Truppen Condés unter militärischer Führung von Jacques de Guyonnet, eines conseiller au parlement de Bordeaux, besetzt und ausgeplündert. Sie setzten die Konsuln der Stadt ab und erhoben die Steuern, die dem König zustanden. Als im Juli die zahlenmäßig überlegenen Truppen des Königs unter Führung des Grafen Savaillant ihr Lager auf einer Anhöhe oberhalb Beaumont aufschlugen und drohten, die Stadt mit Waffengewalt zu erstürmen, wandten sich die Bürger mit der Bitte um Vermittlung an die beiden aus Beaumont stammenden Juristen Pierre de Fermat und Abraham de Toureil (Tourreil), procureur général au parlement de Toulouse (Generalstaatsanwalt). Angeführt von Fermat und begleitet von den Konsuln Breville und Cirol begaben sie sich am 30. Juli 1652 in das Lager der königlichen Truppen und erreichten durch Verhandlungen, dass den Truppen Condés freier Abzug gewährt und die Stadt vor der Zerstörung bewahrt wurde. Zu allem Überfluss wurde das vollkommen ausgeplünderte Beaumont zu einer Strafzahlung von 15.000 Livres verurteilt, welche die Bürger nicht hätten aufbringen können. Die Summe wurde zu gleichen Teilen von Fermat, Toureil und Fermats Freund Jean-Georges de Saliné, Seigneur de Roujos, beglichen.

### Erkrankung an der Pest

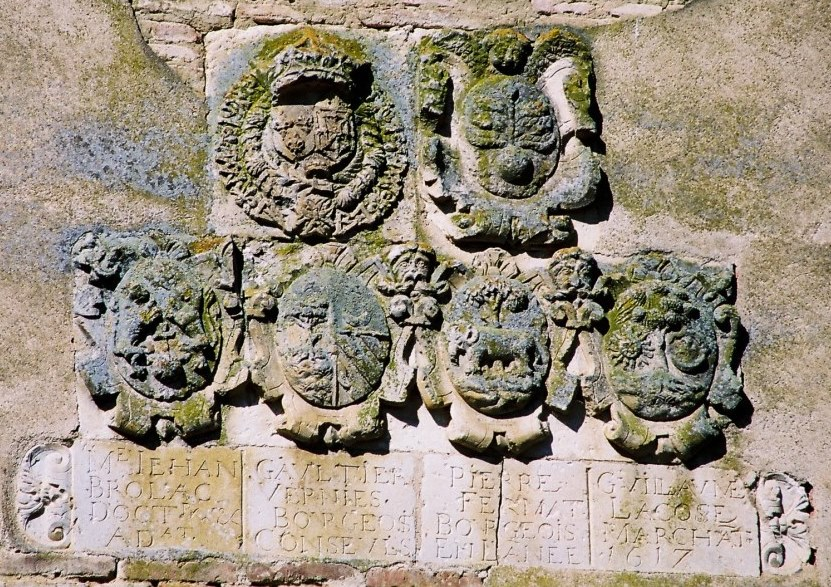
Dieses Relief zeigt in der zweiten Zeile die Wappen und jeweils darunter die Namen der vier Konsuln des Jahres 1617 von Beaumont-de-Lomagne, an dritter Stelle die des Paten des Mathematikers Pierre de Fermat, Bruder seines Vaters Dominique.

1652 wechselte Fermat aus Anciennitätsgründen an die chambre criminelle (la Tournelle) des parlement de Toulouse. Im Herbst dieses Jahres brach in Toulouse die letzte große Pestepidemie aus, die erst im Juli 1653 endete und der in der Stadt rund 4000 Menschen (ein Zehntel der Einwohner von Toulouse) zum Opfer fielen. Im Mai 1653 meldete ein Freund, der Philosoph Bernard Medon, in einem Brief an Nicolaas Heinsius den Älteren (1620–1681) den Tod Fermats:

„Fato functus est maximus Fermatius“

„Der großartige Fermat ist gestorben [wörtlich: hat sein Lebensziel vollendet]“

widerrief dies jedoch im nächsten Brief:

„Priori monueram te de morte Fermatii, vivid adhuc, nec desperatur de ejus salute, quamvis paulo ante conclamata“

„Unlängst berichtete ich Dir über Fermats Tod. Er lebt, und man verzweifelt nicht (mehr) an der Rettung seines Lebens, wie noch kurz zuvor so sehr beklagt.“

Fermat überlebte, wohl wegen guter ärztlicher/chirurgischer Betreuung und robuster Gesundheit, die Beulenpest, der rund die Hälfte der Betroffenen zum Opfer fielen. Vieles deutet jedoch darauf hin, dass seine Gesundheit seit dieser Zeit geschwächt war. Fermats Leben war, wie das der meisten Franzosen in der ersten Hälfte des 17. Jahrhunderts, immer wieder von der Beulenpest betroffen. Die Möglichkeit, sich 1630 das Amt eines conseiller au parlement de Toulouse zu kaufen, vermutlich der Tod seines kaum 20-jährigen Bruders Clément 1631/32 und seine eigene lebensgefährliche Erkrankung im Jahre 1653 hingen alle mit den Pestepidemien zusammen.

### Pascal und die Berechnung des Glücks

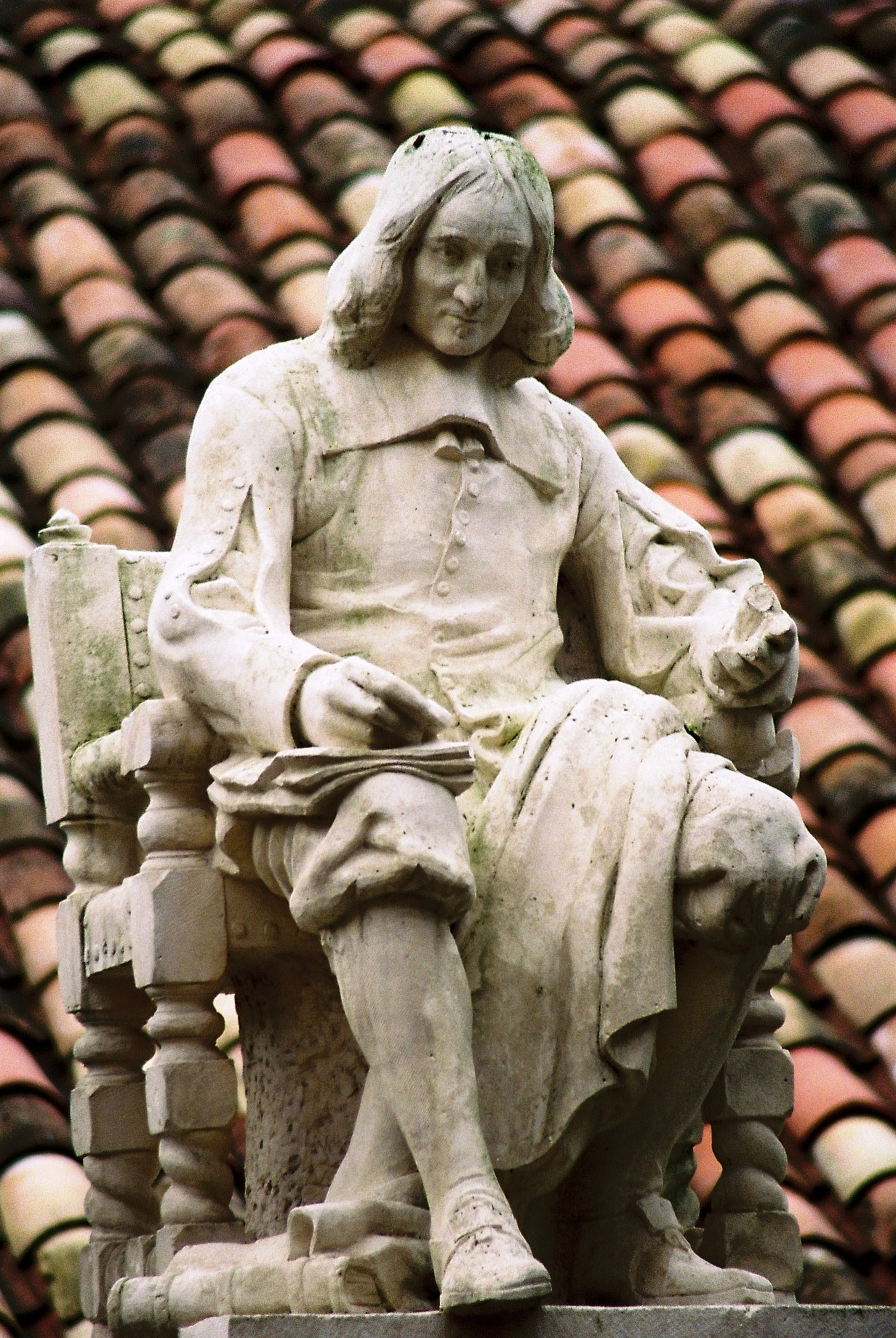
Fermat-Skulptur von Alexandre Falguières, hier noch en pierre, seit 2013 wieder in Bronze (1943 hatte die deutsche Besatzung die ursprüngliche Bronze-Skulptur einschmelzen lassen)

Nach seiner Genesung wechselte er im November 1654 routinemäßig in die Grand’Chambre, die höchste und politische Kammer des parlement de Toulouse (jährlich wurden je zwei Richter zwischen der Grand’Chambre und der Tournelle ausgetauscht, sie galten daher als eine einzige, aber zweigeteilte Kammer). Zwischen Juli und Oktober 1654 fand zwischen Blaise Pascal (1623–1662) und Fermat der berühmte Schriftwechsel über die gerechte Aufteilung des Einsatzes eines Glücksspiels bei vorzeitigem Abbruch des Spiels statt. Diese Korrespondenz gilt als Markstein in der Frühgeschichte der Wahrscheinlichkeitsrechnung. Schon im November 1655 ließ sich Fermat erneut zur Chambre de l’Edit für zwei Sitzungsperioden (1655/56 und 1656/57) nach Castres abordnen.

### DieChambre de l’Editin Castres

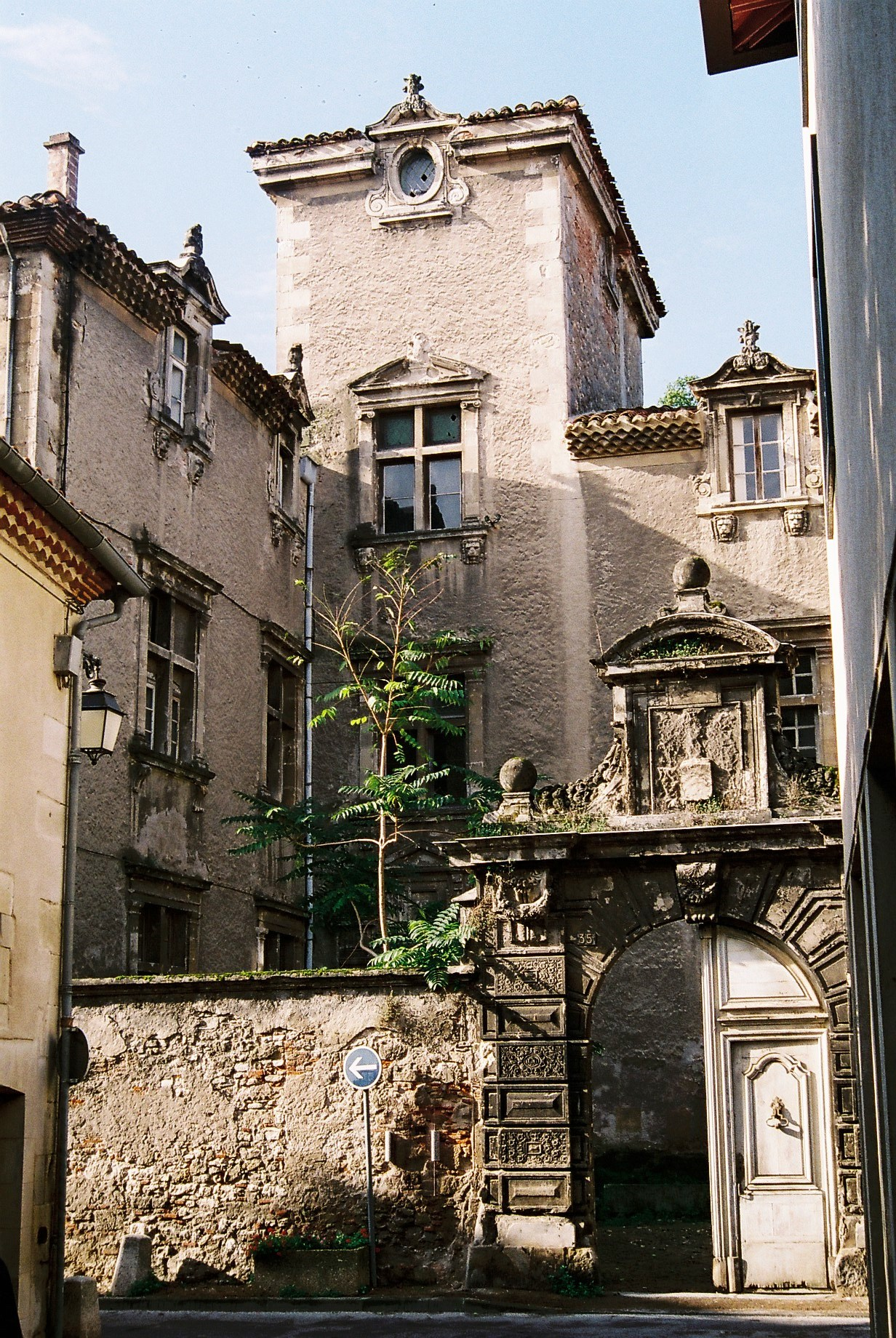
Hôtel des reformierten Anwalts Rozel in Castres (17. Jahrhundert), eines der wenigen noch erhaltenen Zeugnisse aus der ruhmreichsten Zeit der Stadt

Eine bedeutende Rolle in seinem Berufsleben spielte nämlich seine häufige Abordnung als katholischer Richter an die Chambre de l’Edit (de Nantes) in Castres in den Sitzungsperioden (von November bis August) 1638/39, 1644/45, 1645/46, 1648/49, 1649/50, 1655/56, 1656/57, 1663/64 und 1664/65. Kein anderer katholischer Richter ließ sich so oft nach Castres abordnen.
Dies gelang Fermat nur unter Ausnutzung der einflussreichen Protektion durch Marin Cureau de la Chambre, Leibarzt des Königs und enger Freund des Kanzlers Pierre Séguier. Fermat und de la Chambre teilten das Interesse an der physikalischen Theorie des Lichts. Und Séguier entschied in letzter Instanz über die Abordnung der katholischen Conseillers an die Chambre de l’Edit in Castres. Diese Kammer war von Heinrich IV. endgültig im Jahre 1598 in der Hugenottenhochburg Castres eingerichtet worden und war paritätisch mit je zehn reformierten und katholischen Richtern besetzt. In ihr wurden alle Zivil- und Strafprozesse durchgeführt, in die Personen beider Konfessionen verwickelt waren.
Fermat war ein aufgeklärter und toleranter Katholik, mit einer deutlichen Sympathie für die reformierte Religion. Seine Mutter stammte aus einer adligen Hugenottenfamilie aus Montauban, er selbst erhielt seine vielgerühmte klassische Bildung am reformierten collège de Navarre in Montauban und hatte unter den reformierten Richtern und Anwälten in Castres mehrere enge Freunde, darunter Pierre Saporta (1613–1685?) und Jacques de Ranchin (1620–1692).

### Die reformierte Gelehrtenakademie
In Castres hatten die gebildeten Hugenotten 1648 eine wissenschaftlich-literarische Akademie gegründet, in der Katholiken als Mitglieder nicht zugelassen waren. In ihr trug Ranchin von Fermat und dessen Sohn Samuel verfasste fromme und frivole lateinische Gedichte vor. Fermat widmete seinerseits Ranchin seine kritischen Bemerkungen zum Werk des griechischen Historikers Polyainos (2. Jahrhundert n. Chr.) und gab damit eine Kostprobe seiner Beherrschung der griechischen Philologie. Saporta gab im Jahre 1664 einen der wenigen zu Fermats Lebzeiten im Druck erschienenen Texte heraus. Es handelt sich um einen kurzen Text, in dem dieser eine Passage aus einem Brief des Synesios von Kyrene erläutert, wo dieser ein „Hydroskop“ oder „Baryllon“ beschreibt. Fermat nennt es ein „Areometer“. Fermats jüngste Tochter Louise wurde in Castres geboren, und sein jüngerer Sohn Jean war Chorherr in Castres, als sein Vater im Januar 1665 dort starb.

### Die Quelle des Wohlstandes

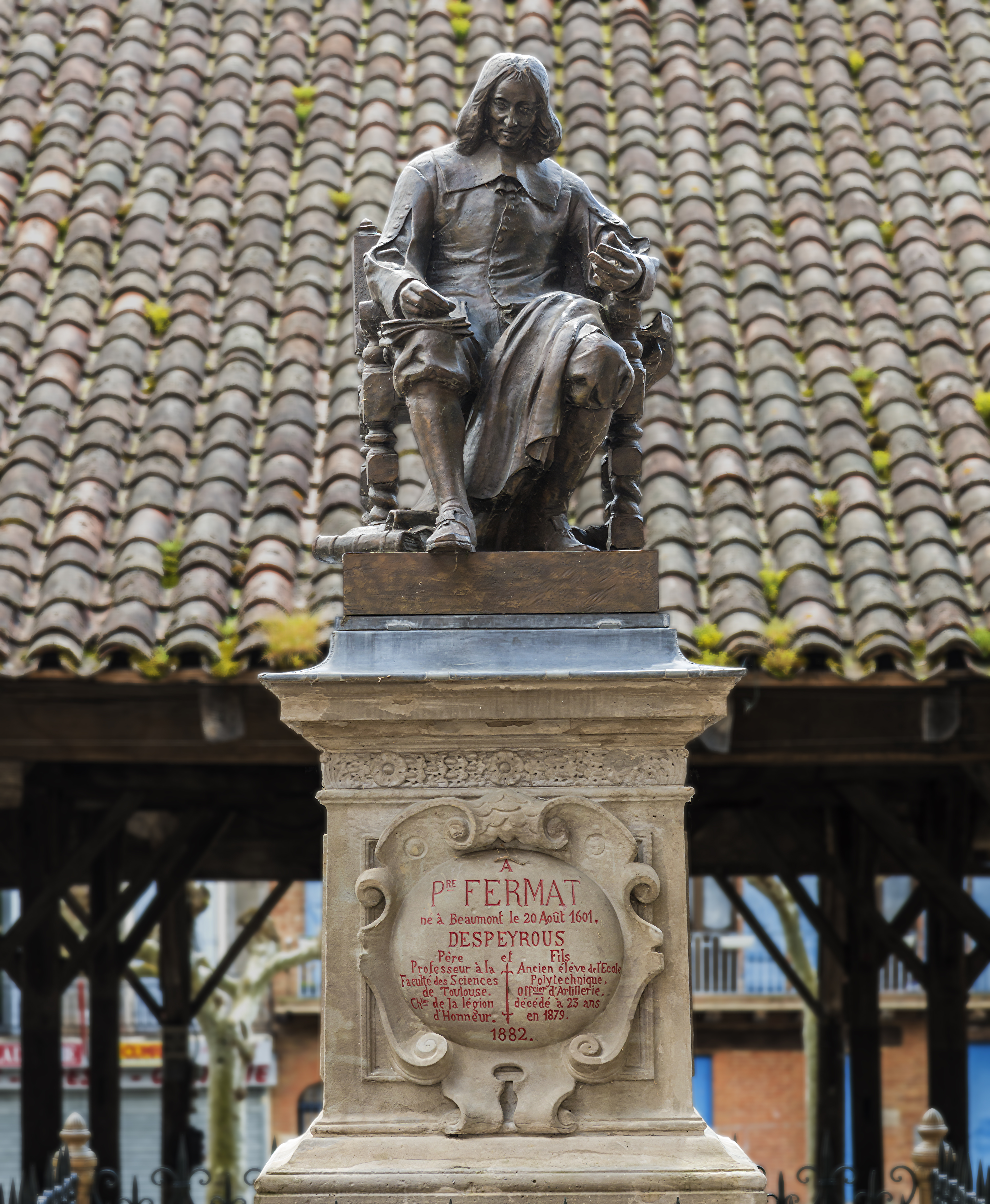
Fermat-Denkmal vor der Markthalle von Beaumont, Skulptur von Alexandre Falguières (1831–1900)

Seine Parlamentsferien (September/Oktober) pflegte Fermat in seinem Geburtsort Beaumont-de-Lomagne zu verbringen, in dessen näherer und weiterer Umgebung er sechs größere, von seinem Vater geerbte Landgüter (sowie einige Weingärten) besaß. Diese hatte er alle auf Métayage-Basis verpachtet, das heißt, er erhielt zur Erntezeit die Hälfte der vom Pächter erzeugten Früchte. Von deren Verkauf lebte Fermat mit seiner Familie, demgegenüber waren seine Einkünfte aus seiner Tätigkeit als conseiller eher gering. Vom ökonomischen Gesichtspunkt aus betrachtet war der Erwerb des Amtes eines conseiller an einem der parlements ein schlechtes Geschäft. Der Gewinn bestand jedoch im Aufstieg in die noblesse de robe, in den Privilegien, die mit dem Amt verbunden waren, in dem hohen Sozialprestige und, bei Erreichen der Grand’Chambre, in der Teilhabe an der politischen Macht.

### Korrespondenz mit Wallis, Brouncker und van Schooten
Im Jahre 1656 besuchte Sir Kenelm Digby (1603–1665) Fermat, entweder in Castres oder in Beaumont. Über die Vermittlung Digbys, der sich bis 1660 vorwiegend in Paris aufhielt, entwickelte sich eine von Januar 1657 bis Juni 1658 dauernde, lebhafte mathematische Korrespondenz, an der sich John Wallis (1616–1703), William Lord Viscount Brouncker (1620?–1684), Frans van Schooten (1615?–1660) und Frénicle de Bessy beteiligten. Sie verlief für Fermat am Ende ziemlich unbefriedigend, weil die Herren (Frénicle ausgenommen) seine zahlentheoretischen Herausforderungen weder verstanden noch zu würdigen wussten.

### Fermat und der Fall Delpoy

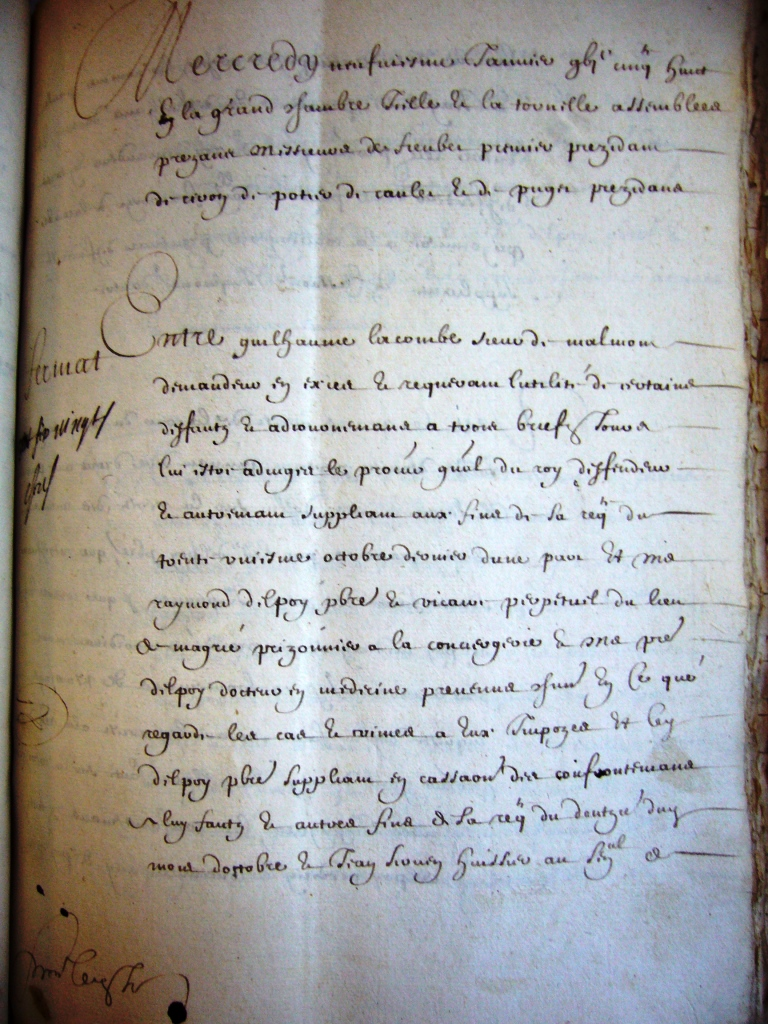
Todesurteil gegen den Priester Raymond Delpoy (erste von vier Seiten) vom 9. Januar 1658, Berichterstatter (rapporteur): Fermat

Nach seiner Rückkehr im November 1657 aus Castres in die chambre criminelle (la Tournelle) in Toulouse wurde Fermat als Berichterstatter (rapporteur) in einen spektakulären Justizmord verwickelt, der Fermats berufliches Leben bis zu seinem Tode überschattete. Dieser nur aus einem einzigen (den Sachverhalt verfälschenden) Hinweis in einem Brief des „notorischen Lügners“ Sir Kenelm Digby vom 6. Februar 1658 an John Wallis bekannte Fall wurde erst im Jahre 2007 aufgeklärt. Auf Betreiben des obersten Richters (premier président) des parlement de Toulouse, Gaspard de Fieubet (1622–1668), wurde der katholische Priester Raymond Delpoy am 9. Januar 1658 von den vereinigten Kammern la Tournelle und Grand’Chambre zum Tode verurteilt, weil er seinem Beichtkind Françoise de Lacombe, einer 14-jährigen Hugenottin, die sich zu einer Umerziehung zu einer „guten Katholikin“ im von der berüchtigten Madame de Mondonville geführten maison des nouvelles converties befand, zur Flucht aus ebendiesem Haus verholfen und sie bei seinem Bruder, dem Arzt Pierre Delpoy, im rund 100 Kilometer entfernten Limoux versteckt hatte. Der Priester wurde gehängt, seine Leiche auf einem Scheiterhaufen verbrannt und seine Asche in alle Winde verstreut. Der sonst äußerst fleißige Fermat konnte mehrere Monate kaum als Richter arbeiten (auch nicht an dem Beweis eines uninteressanten Theorems von Wallis), verlor die Lust an seinem Amt am cour und wollte es an seinen Sohn Samuel vererben, was daran scheiterte, dass dieser noch nicht 25 Jahre alt war. Mit dem premier président Gaspard de Fieubet war er seitdem verfeindet.

### Beurteilung durch Bazin de Bezons

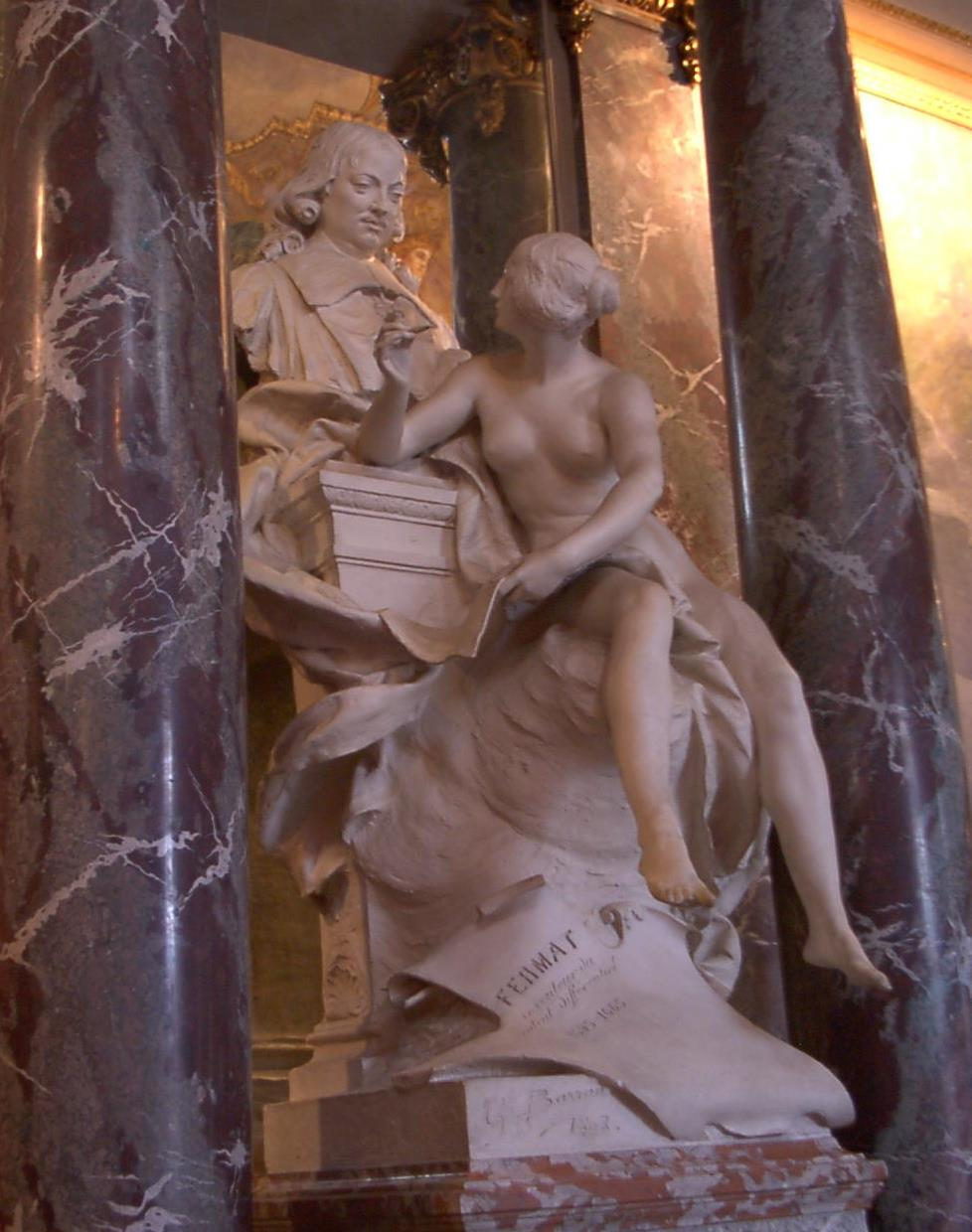
Fermat mit Muse, von Théophile Eugène Victor Barrau (1848–1913), im Salle des Illustres des Capitole, Toulouse

In einem Dekret vom September 1663 hatte der Minister Jean-Baptiste Colbert die Intendanten (die Gouverneure der französischen Provinzen) aufgefordert, eine Beurteilung sämtlicher Richter und anderer hohen Justizbeamten an allen in ihren Zuständigkeitsbereich fallenden parlements abzuliefern. Für Toulouse zuständig war Claude Bazin de Bezons (1617–1684), Intendant des Languedoc. Er reiste im November 1663 von seinem Sitz in Montpellier nach Toulouse (Fermat hatte sich gerade nach Castres verabschiedet) und lieferte am 24. Dezember seinen Bericht von lakonischer Kürze über die Präsidenten und die Richter ab, insgesamt nur 41 Personen. Colbert war wenig begeistert und verlangte von einigen Intendanten ausführlichere Darstellungen, Bazins ließ er durchgehen. Hier ein typisches Beispiel:

« Rabaudy, de bonne maison, mais homme de rien. »

„Rabaudy, aus gutem Hause, aber eine Null.“

Über den umstrittenen ersten Präsidenten:

« Fieubet, premier président, affectionne la justice et le service de roy, a assez de talent pour parler en public; mais peu riche et rompu dans le monde; a des amis dans le parlement, mai n’y a pas une estime ni approbation générale, et a une assez forte cabale contre luy. »

„Fieubet, erster Präsident, schätzt die Justiz und den Dienst für den König, hat eine ausgesprochene Begabung, in der Öffentlichkeit zu reden; ist aber nicht sehr reich und verliert sich in seinen gesellschaftlichen Aktivitäten [wörtlich: ist zerrissen in der Welt]; er hat Freunde im Parlament, aber er genießt keine allgemeine Wertschätzung und Anerkennung, und es gibt eine sehr starke Intrige gegen ihn.“

Und über Fermat:

« Fermat, homme de beaucoup d’érudition, a commerce de tous costés avec les sçavants, mais assez intéressé; n’est pas trop bon rapporteur et est confus, n’est pas des amys du premier président. »

„Fermat, ein Mann großer Gelehrsamkeit, hat überallhin Umgang mit den Gelehrten, aber ziemlich eigennützig; er ist kein sehr guter Berichterstatter und ist konfus, er zählt nicht zu den Freunden des ersten Präsidenten.“

### Fermat, ein schlechter Jurist?

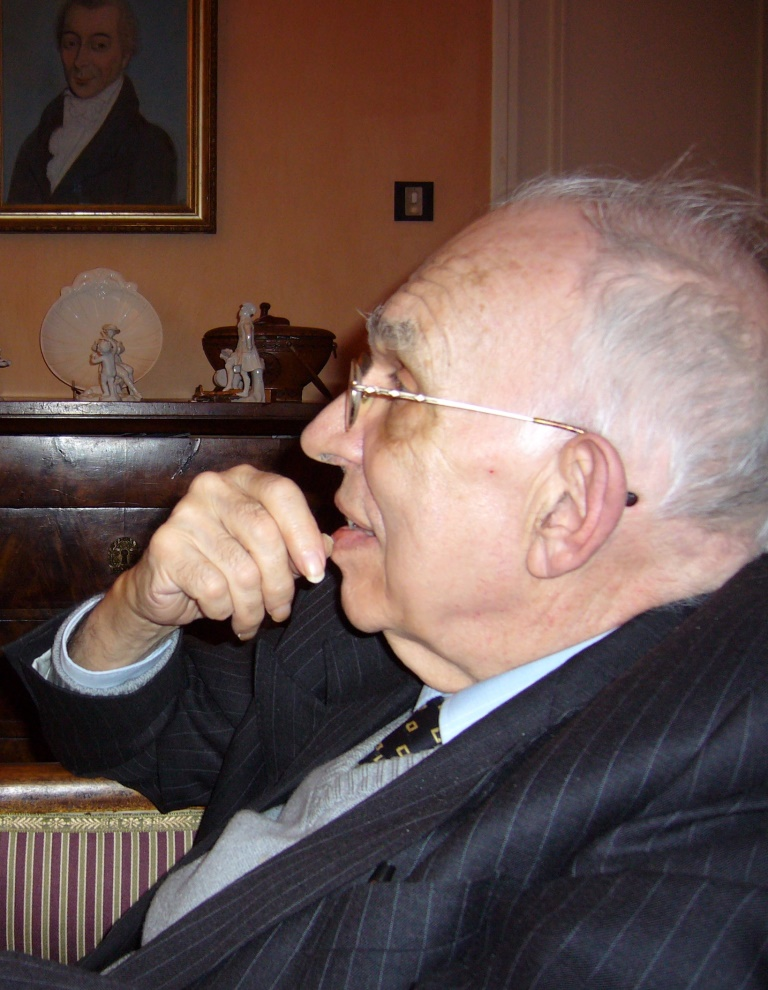
Henri Gilles (1921–2012), Professor für Rechtsgeschichte der Université de Toulouse 1, Fermatforscher. Eine ausführliche Würdigung Gilles’ ist der Nachruf: Patrick Arabeyre: Henri Gilles (1921-2012) [note biographique], Bibliothèque de l’École des chartes (2013) 622-625

Diese Beurteilung führte dazu, dass mehrere Biographen Fermats (vor allem Mahoney) ihn für einen schlechten Juristen hielten. Verwunderlich ist Bazins Urteil nicht, denn er stützte es auf die Informationen von Fermats Intimfeind Fieubet; Fermat selbst konnte er wegen dessen Abwesenheit nicht treffen. Henri Gilles (1921–2012), Rechtshistoriker an der Université Toulouse I, erforschte Fermats Wirken als Richter jahrzehntelang in den Archives départementales de la Haute Garonne und veröffentlichte darüber bereits 1965, acht Jahre vor der Publikation der ersten Auflage von Mahoneys Werk, einen Aufsatz. Darin schreibt er:

„Diese herabsetzende Einschätzung verrät ohne Zweifel die Antipathie, die der Premier Président Gaspard de Fieubet mit Bezug auf Fermat empfindet, von dem die zitierte Note uns versichert, dass Fermat nicht zu seinen Freunden zähle. Dies scheint nicht gerechtfertigt zu sein; zeit seines Lebens pflegte Fermat einen sehr klaren Stil, und die Sprache seiner Berichte, die er verfasst hat, braucht den Vergleich mit der seiner Kollegen nicht zu scheuen.“

### Das Brechungsgesetz und das Prinzip des kürzesten Weges

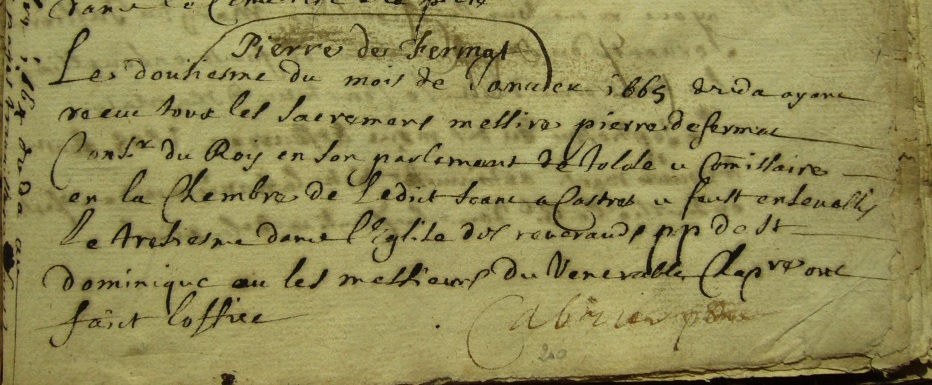
Le dousième du mois de Janvier 1665 décéda ayant reçu tous les sacremens messire Pierre de Fermat conseiller du Roy en son parlement de Tolose et commissaire en la chambre de Ledit séant à Castres et feust ensevelly le tretsième dans l’eglise des révérends Pères de St Dominique ou les messieures du Vénérable Chapitre ont faict loffice – Cabrier pbre (Archives de Castres, GG II)

Nach dem rätselhaften Tod Descartes’ am 11. Februar 1650 hatte Claude Clerselier (1614–1684), der Herausgeber und Übersetzer von Descartes’ Schriften und sein glühender Verehrer, damit begonnen, auch Descartes’ Briefe für die Publikation vorzubereiten. Anfang des Jahres 1657 wandte sich Clerselier an Fermat, um dessen Diskussion mit Descartes von 1637 über das Snelliussche Brechungsgesetz wieder aufzunehmen, wohl in der Hoffnung, Fermat dazu zu bewegen, die Überlegenheit der Position Descartes’ einzuräumen. Stattdessen jedoch wurde daraus ein bis zum 21. Mai 1660 dauernder Briefwechsel, in dem Clerselier Fermat durch ständige Einwände dazu zwang, seine Argumentation immer wieder zu verbessern, bis es Fermat am Ende gelang, einen mathematisch stichhaltigen Beweis zu erbringen, dass man das Snelliussche Brechungsgesetz aus dem Fermatschen Prinzip des zeitlich kürzesten Weges herleiten kann. Fermat war nicht der Entdecker des Brechungsgesetzes. Die Bedeutung seiner letzten großen mathematischen Leistung liegt in seiner Anwendung der (noch integralfreien) Variationsrechnung, in deren Geschichte sie einen wichtigen Platz einnimmt. Danach erlaubte er seiner geliebten „Geometrie“, „in einen tiefen Schlaf zu fallen“.

### Vorbereitung auf das Ende und Tod

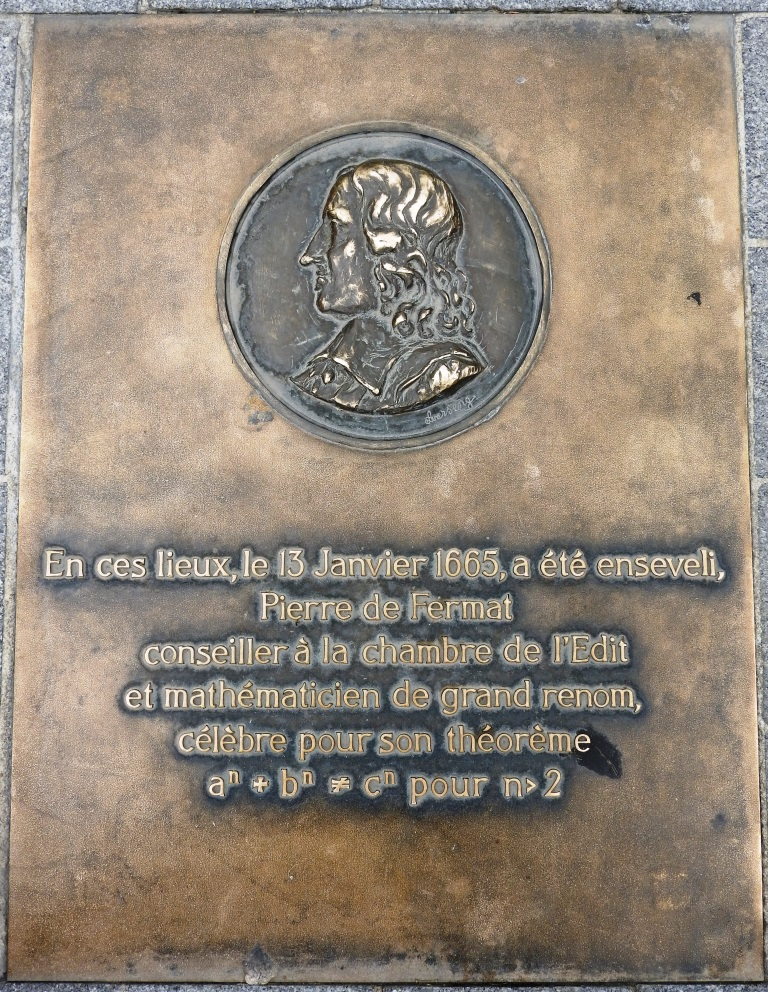
Diese Platte markiert die Stelle auf der Place Jean-Jaures in Castres, wo sich im 17. Jahrhundert die Kapelle befand, in der Pierre de Fermat am Tag nach seinem Tod (vorübergehend) beigesetzt wurde. Diese Kapelle wurde später abgerissen, um der Place Jean-Jaures Platz zu schaffen.

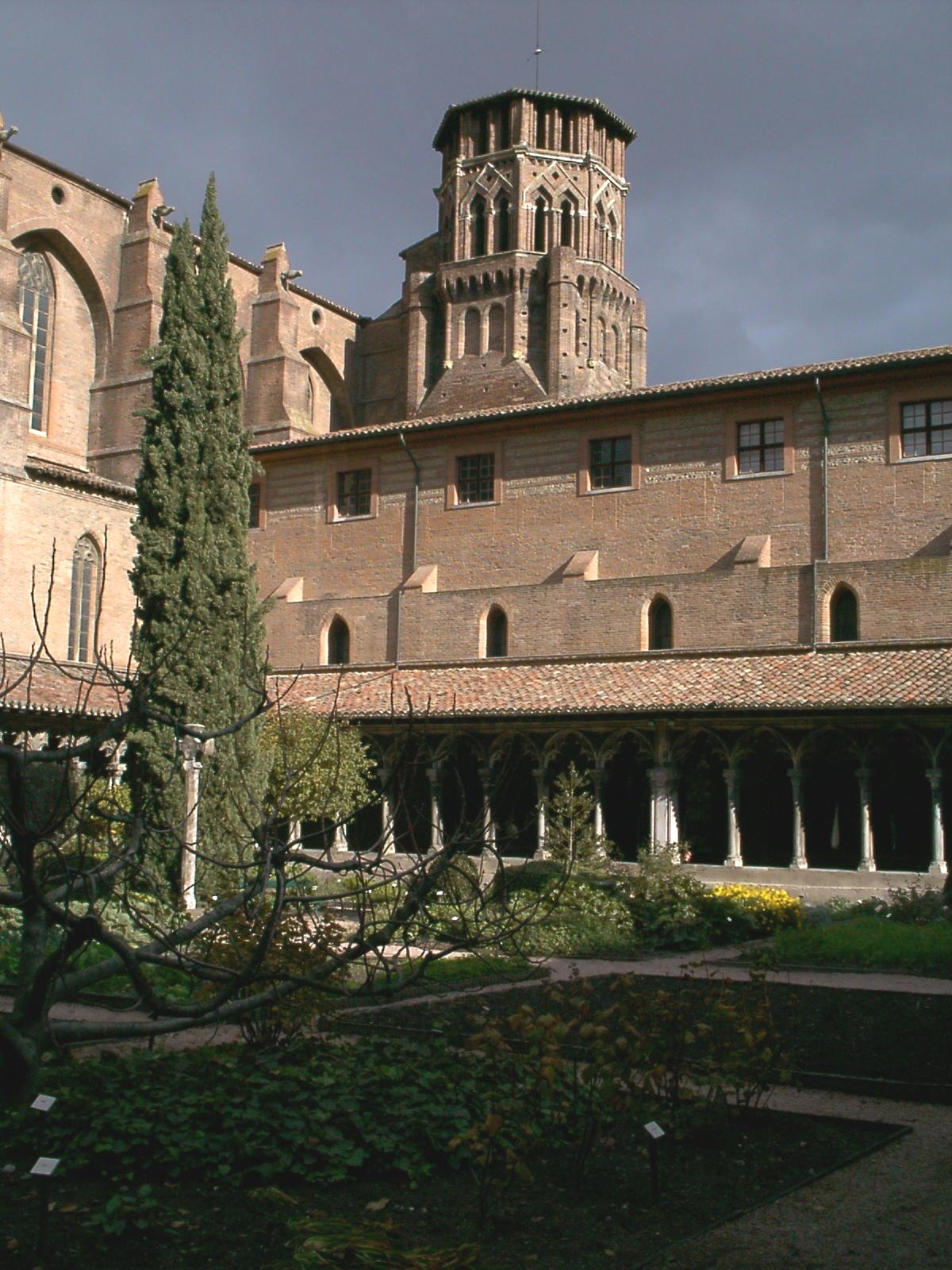
Musée des Augustins in Toulouse, vor der Französischen Revolution Augustinerkloster, in dessen Kirche damals die Grabstätte der Fermats

In einem Brief vom 25. Juli 1660 an Blaise Pascal, wie Fermat ebenfalls kränklich, schlägt er vor, sich mit Pascal auf halbem Wege zwischen Clermont-Ferrand und Toulouse zu treffen, „parce que ma santé n’est guere plus forte que la votre“ („weil meine Gesundheit nicht viel besser ist als die Eure“). Wenn Pascal dazu nicht bereit sei und erwarte, dass Fermat den ganzen Weg zwischen den beiden Städten zurücklege, rund 380 km, „vous courrez hazard de me voir chez vous et d’y avoir deux malades en même temps“ („würdet Ihr Gefahr laufen, mich bei Euch zu sehen und dort zwei Kranke zur gleichen Zeit zu haben“). Schon im selben Jahr, am 4. März, hatte Fermat sein Testament geschrieben und darin seinen älteren Sohn Samuel zum Universalerben eingesetzt. Dieses Testament ergänzte er am 13. September 1664, offenbar in der Erwartung seines nicht mehr fernen Todes, durch ein Kodizill, worin er seinen Sohn Samuel verpflichtet, seiner Mutter Louise de Long aus dem Erbe 32.000 Livres zu zahlen. Diese Summe konnte sie gut gebrauchen, denn sie überlebte ihren Gatten um mindestens 25 Jahre; ihre Unterschrift findet sich unter einem Dokument vom 3. Oktober 1690. Das Kodizill beginnt mit den Worten: „Je soubsigné éstam [étant] incommodé d’une maladie qui pourroit avoir mauvaises suittes …“ („Ich, der Unterzeichnende, leide an einer Krankheit, die schlimme Folgen haben könnte“). Noch einmal setzt er seine Tätigkeit an der Chambre de l’Édit in Castres fort und erfüllt seine richterlichen Aufgaben bis zum Ende. Seine Unterschrift unter einem Beschluss findet sich zum letzten Mal vom 5. Januar 1665, und sein letzter Bericht wurde von ihm in der Kammer am 9. Januar gelesen, aber nicht mehr unterzeichnet. Er stirbt in Castres, nach Empfang der Sterbesakramente und bis zuletzt bei klarem Bewusstsein, am 12. Januar 1665.

### Fermats Epitaph

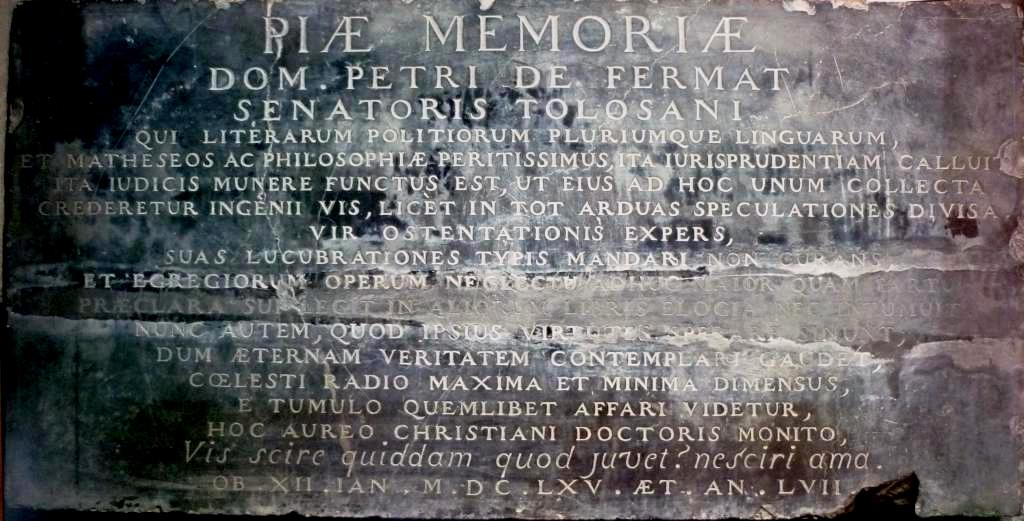
Piæ memoriæ dom Petri de Fermat senatoris Tolosani qui literarum politiorum pluriumque linguarum, et matheseos ac philosophiæ peritissimus, ita jurisprudentiam calluit. – Ita iudicis munere functus est. Ut eius ad hoc unum collecta crederetur ingenii vis, licet in tot arduas speculationis divisa. – Vir ostentationis expers, suas lucubrationes typis mandari non curans, et egregiorum operum neglectu adhuc maior quam partu, præclara sui legit in aliorum libris elogia nec intumuit. Nunc autem, quod ipsius virtutes sperare sinunt dum æternam veritatem contemplari gaudet, cœlesti radio maxima et minima dimensus, e tumulo quemlibet affari videtur, hoc aureo christiani doctoris monito – Vis scire quiddam quod juvet? nesciri ama. OB. XII. IAN. M.DC.LXV. AET. AN. LVII

Er wird bereits am folgenden Tag – zunächst – in der Kapelle der Jakobiner in Castres beigesetzt. Noch im selben Jahr überführen seine Söhne die sterblichen Überreste ihres Vaters in die Familiengrabstätte in der Kirche des Augustinerklosters in Toulouse, die von Samuel schon einige Jahre zuvor eingerichtet worden war. Diese wurde während der französischen Revolution zerstört. Heute ist das ehemalige Kloster ein reines Kunstmuseum, das aber in seinem Fundus (in einer Lagerhalle 75 km nordwestlich von Toulouse) eine Kostbarkeit besitzt: Das Epitaph Pierre de Fermats von dem zerstörten Familienmausoleum, das sein Sohn von einem Steinmetzen 1665 hatte anfertigen lassen. Seine letzte Zeile lautet ausführlich geschrieben:

“Obiit duodecimo Ianuarii mille sescenti sexaginta quinque aetate annorum quinquaginta septem”

„Er verschied am 12. Januar 1665 im Alter von 57 Jahren.“

## Nachruhm
In seinen späteren Jahren begann Fermat, der nichts von seinen mathematischen Erkenntnissen hatte drucken lassen, sich doch Sorgen zu machen, was vor allem von seinen zahlentheoretischen Erkenntnissen der Nachwelt erhalten bleiben würde. In seinem letzten Brief an Huygens vom August 1659 zählt er noch einmal seine wichtigsten Erkenntnisse aus diesem Gebiet auf und schließt dann mit den Worten:

„Das ist kurz zusammengefaßt der Bericht über meine Träumereien zum Thema Zahlen. … Und vielleicht wird mir die Nachwelt zu danken wissen, daß ich ihr gesagt habe, daß die Alten nicht alles gewußt haben. Diese Mitteilung wird im Geist derjenigen, die nach mir kommen, als Fackelübergabe an die Jungen gelten, wie der Großkanzler von England [Bacon] es ausdrückte, und ich füge, indem ich dessen Meinung und Wahlspruch folge, hinzu: Multi pertransibunt et augebitur scientia (Viele werden dahingehen, aber die Wissenschaft wächst).“

Als dann am 9. Februar 1665 im Journal des Sçavans ein von Carcavi verfasster Nachruf Fermats erschien, wurden darin – typischerweise – neben Fermats philologischen Leistungen aus der Mathematik nur Beispiele der Infinitesimalrechnung und der analytischen Geometrie aufgeführt. Dazu schreibt der Mathematikhistoriker Keith Devlin:

„Als Pierre de Fermat am 12. Januar 1665 starb, war er einer der berühmtesten Mathematiker in Europa. Obwohl sein Name heutzutage ausnahmslos mit der Zahlentheorie verbunden wird, war vieles von seinem Werk in diesem Gebiet seiner Zeit so weit voraus, daß er seinen Zeitgenossen besser vertraut war durch seine Forschung in der Koordinatengeometrie (die er unabhängig von Descartes erfand), durch die Infinitesimalrechnung (die Newton und Leibniz vollendeten) und durch die Wahrscheinlichkeitstheorie (die im Wesentlichen durch Fermat und Pascal begründet wurde).“

Fermats zahlentheoretische Erkenntnisse gerieten für lange Zeit fast vollständig in Vergessenheit. Erst um 1730 nahm Leonhard Euler Fermats „Fackel“ der Zahlentheorie wieder auf, indem er sie wiederentdeckte und fortführte. Heute gilt Fermat als der bedeutendste Mathematiker der ersten Hälfte des siebzehnten Jahrhunderts, nicht zuletzt, weil er die moderne Zahlentheorie begründet hat. Jean Dieudonné schreibt dazu:

„Fermat, unzweifelhaft der tiefgründigste Mathematiker des siebzehnten Jahrhunderts, schuf mit Pascal die Anfangsgründe der Wahrscheinlichkeitstheorie und entdeckte, vor Descartes, die Koordinatenmethode. Er war der Erste, der eine allgemeine Methode zur Bestimmung der Tangenten an ebene Kurven vorstellte; aber es war vor allem die Zahlentheorie, in der sich sein Genie offenbarte.“

Das Concise Oxford Dictionary of Mathematics notiert nur kurz:

“Fermat, Pierre de (1601–65). Leading mathematician of the first half of the seventeenth century.”

## Beiträge zur Mathematik
Fermat beschäftigte sich, wie die meisten Wissenschaftler seiner Zeit, nicht hauptberuflich mit der Mathematik. Vielmehr war er ein vielbeschäftigter und engagierter Richter am parlement de Toulouse. So beschränkte sich sein Einfluss auf die Korrespondenz mit vielen bedeutenden Gelehrten seiner Zeit. Es sind Briefwechsel erhalten mit (alphabetisch) Jean de Beaugrand, Pierre Brûlart de Saint-Martin (Sohn von Pierre Brulart de Genlis, Conseiller au Grand Conseil und Abt von Saint-Martin d’Autun und Joyenval), Claude Clerselier, René Descartes, Bernard Frénicle de Bessy, Pierre Gassendi, Christiaan Huygens, Étienne Pascal, Blaise Pascal, Gilles de Roberval und John Wallis. Andere Korrespondenzen, zum Beispiel mit Galileo Galilei und Evangelista Torricelli, liefen indirekt über Marin Mersenne oder Pierre de Carcavi. Eine wichtige Quelle ist die von seinem Sohn vorgenommene Ausgabe seines Nachlasses, einschließlich der von ihm kommentierten Arithmetik des Diophantos von Alexandria. Er leistete bahnbrechende Beiträge zur Differentialrechnung, analytischen Geometrie, Zahlentheorie, Wahrscheinlichkeitsrechnung und Variationsrechnung. Dabei teilte er seine Erkenntnisse oft nur in Form von „Herausforderungen“ (défis) mit, das heißt, er gab nur das Resultat an, nicht hingegen den Lösungsweg.
Nach Fermat sind unter anderem benannt:
- Das Fermatsche Prinzip ist ein Variationsprinzip der Optik: „Licht nimmt seinen Weg immer so, dass es ihn in der kürzesten Zeit zurücklegt.“ Hieraus leiten sich das Reflexionsgesetz und das Snelliussche Brechungsgesetz ab.
- Als Fermatsche Zahlen werden Zahlen der Form Fn = 22n + 1 mit n ∈ ℕ bezeichnet. Fermat vermutete 1637, dass alle Fermat-Zahlen Primzahlen sind. Dies wurde jedoch 1732 von Euler widerlegt, der zeigte, dass die sechste Fermatzahl F5 durch 641 teilbar ist. Man kennt außer den ersten fünf (3, 5, 17, 257, 65537) keine weitere Fermatsche Primzahl und vermutet, dass es auch keine weitere gibt.
- Der Fermatsche Zwei-Quadrate-Satz lautet: Eine ungerade Primzahl {\displaystyle p} ist genau dann die Summe zweier Quadrate, wenn sie von der Form {\displaystyle p=4n+1} ist:

{\displaystyle \left(\exists (x,y)\in \mathbb {N} ^{2}\quad p=x^{2}+y^{2}\right)\;\;\Leftrightarrow \;\;p\equiv 1{\pmod {4}},}
und diese Darstellung ist bis auf die Reihenfolge der Summanden eindeutig.
Der erste Beweis dieses Satzes geht auf Euler zurück. Die beiden kleinsten Primzahlen mit dieser Eigenschaft sind 5 = 12 + 22 und 13 = 22 + 32.
- Kleiner Fermatscher Satz: Für jede Primzahl {\displaystyle p} gilt:

{\displaystyle a^{p}\equiv a\ (\mathrm {mod} \ p)} für alle {\displaystyle a\in \mathbb {N} }.
Auf diesem Satz beruht der Fermatsche Primzahltest. Auch in diesem Fall findet sich der erste erhaltene Beweis bei Euler.
Fermat bewies mehr als das, was meist, und auch hier, als Kleiner Fermatscher Satz zitiert wird, nämlich:
Fermats Satz: Es sei {\displaystyle a} eine positive ganze Zahl und {\displaystyle p} eine Primzahl, die {\displaystyle a} nicht teilt. Dann gibt es positive ganze Zahlen {\displaystyle n}, für die
{\displaystyle a^{n}\equiv 1\ (\mathrm {mod} \ p)}
gilt, und es sei {\displaystyle d} die kleinste solche Zahl. Dann gilt {\displaystyle d\mid p-1} und
{\displaystyle a^{n}\equiv 1\ (\mathrm {mod} \ p)\iff d\mid n}.
Insbesondere gilt
{\displaystyle a^{p-1}\equiv 1\ (\mathrm {mod} \ p).}
Diese Variante seines Satzes ermöglichte ihm, den Primteiler {\displaystyle 223} der Mersenne-Zahl {\displaystyle 2^{37}-1=137438953471} zu finden und somit zu beweisen, dass {\displaystyle 2^{36}(2^{37}-1)} keine vollkommene Zahl ist.
- Großer Fermatscher Satz, bis 1994 Fermatsche Vermutung (oder auch Fermats Letzter Satz): Diese berühmteste aller auf Fermat zurückgehenden Behauptungen besagt, dass die diophantische Gleichung

an + bn = cn
mit a, b, c ∈ ℕ für keine natürliche Zahl n > 2 erfüllt ist. Es gibt also keine Analoga zu den pythagoreischen Tripeln für die dritte oder höhere Potenzen. Berühmt wurde dieser Satz, weil Fermat in einer Randnotiz seines Exemplars der Arithmetika des Diophant behauptete, dafür einen „wahrhaft wunderbaren“ Beweis gefunden zu haben, für den aber „auf dem Rand nicht genug Platz“ sei:

“Cubum autem in duos cubos, aut quadratoquadratum in duos quadratoquadratos, et generaliter nullam in infinitum ultra quadratum potestatem in duas ejusdem nominis fas est dividere: cujus rei demonstrationem mirabilem sane detexi. Hanc marginis exiguitas non caperet.”

„Es ist jedoch nicht möglich, einen Kubus in 2 Kuben, oder ein Biquadrat in 2 Biquadrate und allgemein eine Potenz, höher als die zweite, in 2 Potenzen mit ebendemselben Exponenten zu zerlegen: Ich habe hierfür einen wahrhaft wunderbaren Beweis entdeckt, doch ist dieser Rand hier zu schmal, um ihn zu fassen.“

Der Fall n = 4 wurde von Fermat an anderer Stelle bewiesen (mit seiner Methode des unendlichen Abstiegs), weitere Fälle später von anderen Mathematikern. In ihrer Allgemeinheit blieb die Aussage bis Mitte der 1990er Jahre eines der berühmtesten ungelösten Probleme der Mathematik. Erst im September 1994 (publiziert im Mai 1995 mit einem Beitrag von Richard Taylor) gelang es dem britischen Mathematiker Andrew Wiles, die Fermatsche Vermutung zu beweisen. Daher wird diese auch als Satz von Fermat/Wiles oder Satz von Wiles und Taylor bezeichnet. Wiles wurde 2016 der Abelpreis für den Beweis verliehen.
- Faktorisierungsmethode von Fermat: ein Verfahren, eine ungerade zusammengesetzte Zahl in das Produkt zweier Faktoren zu zerlegen.
- Fermatscher Polygonalzahlensatz
- die beiden Fermat-Punkte eines Dreiecks

## Ehrungen
Fermat zu Ehren wird von der Universität Paul Sabatier in Toulouse seit 1989 alle zwei Jahre der Prix Fermat verliehen. Diesen Preis erhielt am 27. Oktober 1995 auch Andrew Wiles. Es gibt auch eine Pierre Fermat Medaille der Académie des sciences inscriptions et belles lettres de Toulouse, die zum Beispiel 1957 Linus Pauling (als sechster Preisträger überhaupt) erhielt.
Der Mondkrater Fermat wurde 1935 von der IAU nach ihm benannt, ebenso 2000 der Asteroid (12007) Fermat.

## Trivia
In einer Folge der Serie Raumschiff Enterprise – das nächste Jahrhundert gesteht Captain Picard, er versuche, den Fermatschen Satz zu beweisen. Wörtlich spricht er am Ende der Episode von der „… Gleichung von Fermat. Ein Rätsel, das wir wohl nie lösen werden.“ Da diese Folge (2. Staffel, 12. Episode Hotel Royale) 1989 gedreht wurde, war zu dieser Zeit die Lösung noch unbekannt. Eine Richtigstellung wurde in der 1995 gedrehten Episode DS9: Facetten nachträglich angedeutet.

## Schriften
Zu Lebzeiten von Fermat wurde nur eine Abhandlung von Fermat über Integration von Antoine de Lalouvère ohne Nennung des Autors als Anhang zu seinem Veterum geometria promota in septem de cycloide libris (1660) veröffentlicht.
- M.P.E.A.S (= Pierre de Fermat): De linearum curvarum cum lineis rectis comparatione dissertatio Geometrica. Arnaud Colomiez, Toulouse 1660 (lateinisch); Google Books, archive.org, Gallica; gebunden mit Antoine de Lalouvère: Veterum geometria promota in septem de cycloide libris. Google Books; auch in: Varia opera mathematica. 1679, S. 89–109, Textarchiv – Internet Archive.
- Samuel de Fermat (Hrsg.): Diophanti Alexandrini Arithmeticorum libri sex, et de numeris multangulis liber unus. Bernard Bosc, Toulouse 1670 (griechisch und lateinisch); archive.org, archive.org, archive.org, doi:10.3931/e-rara-9423; lateinische Übersetzung und Kommentare von Claude Gaspard Bachet de Méziriac; Anmerkungen von Pierre de Fermat, insbesondere Fermatsche Vermutung auf S. 61, Textarchiv – Internet Archive.
- Samuel de Fermat (Hrsg.): Varia opera mathematica D. Petri de Fermat, senatoris tolosani. Jean Pech, Toulouse 1679 (lateinisch und französisch); archive.org, archive.org, doi:10.3931/e-rara-20825, GDZ; Neuauflage R. Friedländer & Sohn, Berlin 1861; archive.org, archive.org, hdl:2027/ucm.5315910846, hdl:2027/mdp.39015084629453.
- Paul Tannery, Charles Henry (Hrsg.): Œuvres de Fermat. 4 Bände + Anhang. Gauthier-Villars, Paris 1891–1922 (lateinisch und französisch).
  - Tome premier. Œuvres mathématiques diverses. – Observations sur Diophante. 1891; Gallica, archive.org, archive.org, archive.org; Jahrbuch-Rezension.
  - Tome deuxième. Correspondance. 1894; Gallica, archive.org, archive.org, archive.org, archive.org, archive.org; Jahrbuch-Rezension.
  - Tome troisième. Traductions par M. Paul Tannery. 1896 (Gallica, archive.org, archive.org, archive.org; Jahrbuch-Rezension).
  - Tome quatrième. Compléments par M. Charles Henry. 1912 (Gallica, archive.org, archive.org; Jahrbuch-Rezension).
  - Cornelis de Waard: Supplément aux tomes I–IV. 1922; archive.org; Jahrbuch-Rezension.
- Heinrich Wieleitner (Hrsg.): Einführung in die ebenen und körperlichen Örter. Akademische Verlagsgesellschaft, Leipzig 1923 (deutsche Übersetzung von Ad locos planos et solidos isagoge mit Anmerkungen von Heinrich Wieleitner; Reihe Ostwalds Klassiker 208; Jahrbuch-Rezension, Review).
- Max Miller (Hrsg.): Bemerkungen zu Diophant. Akademische Verlagsgesellschaft, Leipzig 1932 (deutsche Übersetzung mit Anmerkungen von Max Miller; Reihe Ostwalds Klassiker 234; Jahrbuch-Rezension)
- Max Miller (Hrsg.): Abhandlungen über Maxima und Minima (1629). Akademische Verlagsgesellschaft, Leipzig 1934 (deutsche Übersetzung von De maximis et minimis mit Anmerkungen von Max Miller; Reihe Ostwalds Klassiker 238; Auszug; Jahrbuch-, ZAMM-Rezension).
- Joseph Ehrenfried Hofmann: Neues über Fermats zahlentheoretische Herausforderungen von 1657 (mit zwei bisher unbekannten Originalstücken Fermats). Abh. Preuß. Akad. Wiss. Math.-Nat. Kl. 1943, Nr. 9 (erschienen 1944; Zentralblatt-Rezension).